# Hauptkirche Sankt Michaelis

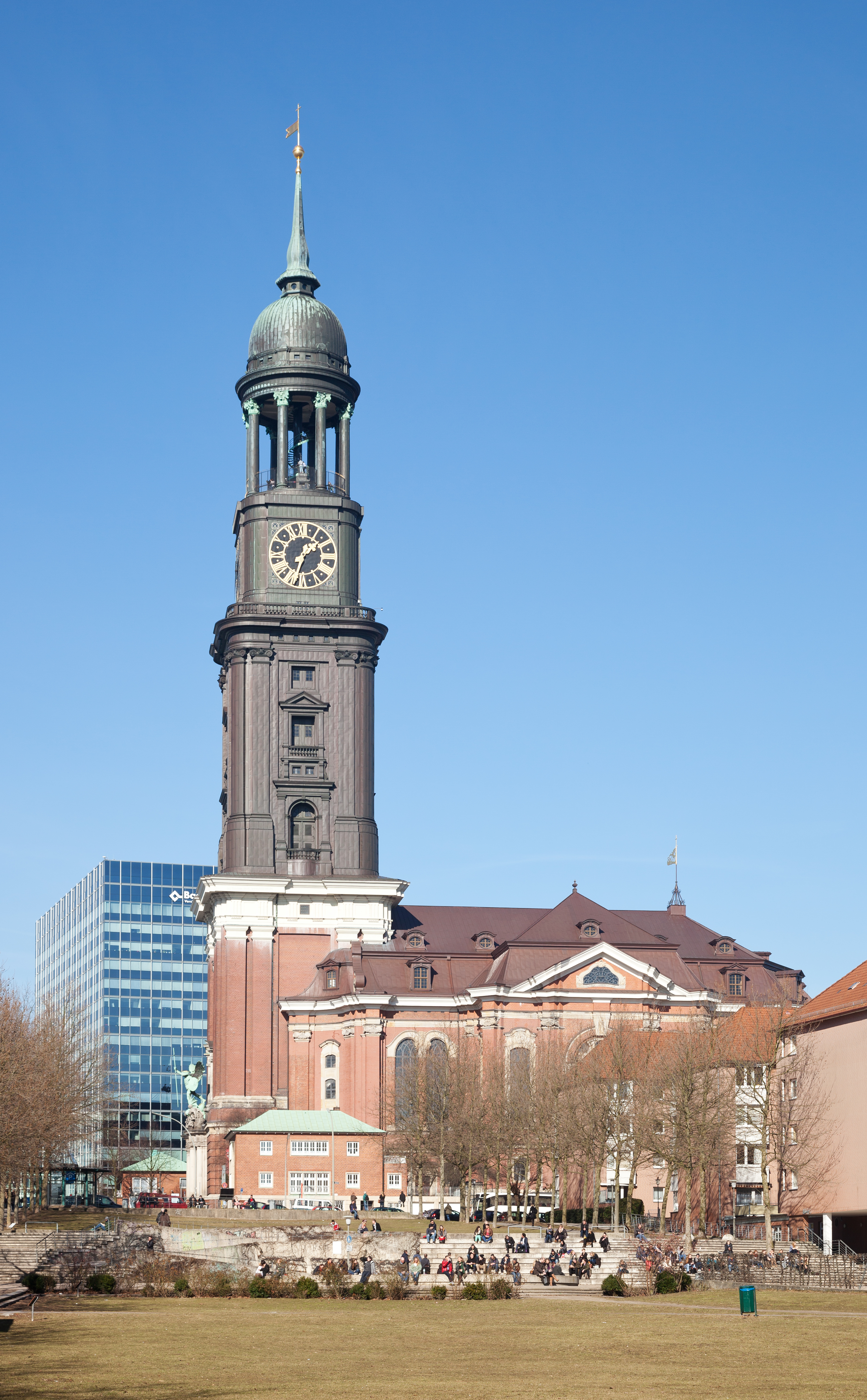
Hamburger Hauptkirche St. Michaelis

Die Hauptkirche St. Michaelis (umgangssprachlich: Michel) ist ein evangelischer Sakralbau in der Neustadt von Hamburg. Der 132 Meter hohe Turmbau wurde 1751 bis 1786 durch den Rat der Stadt von Ernst Georg Sonnin geschaffen. Nach der Zerstörung 1945 wurde die Michaeliskirche 1947 bis 1952 wiederaufgebaut. Sie gehört zu den bekanntesten Sehenswürdigkeiten der Stadt und zu den bedeutendsten Bauwerken des Barock.

## Geschichte

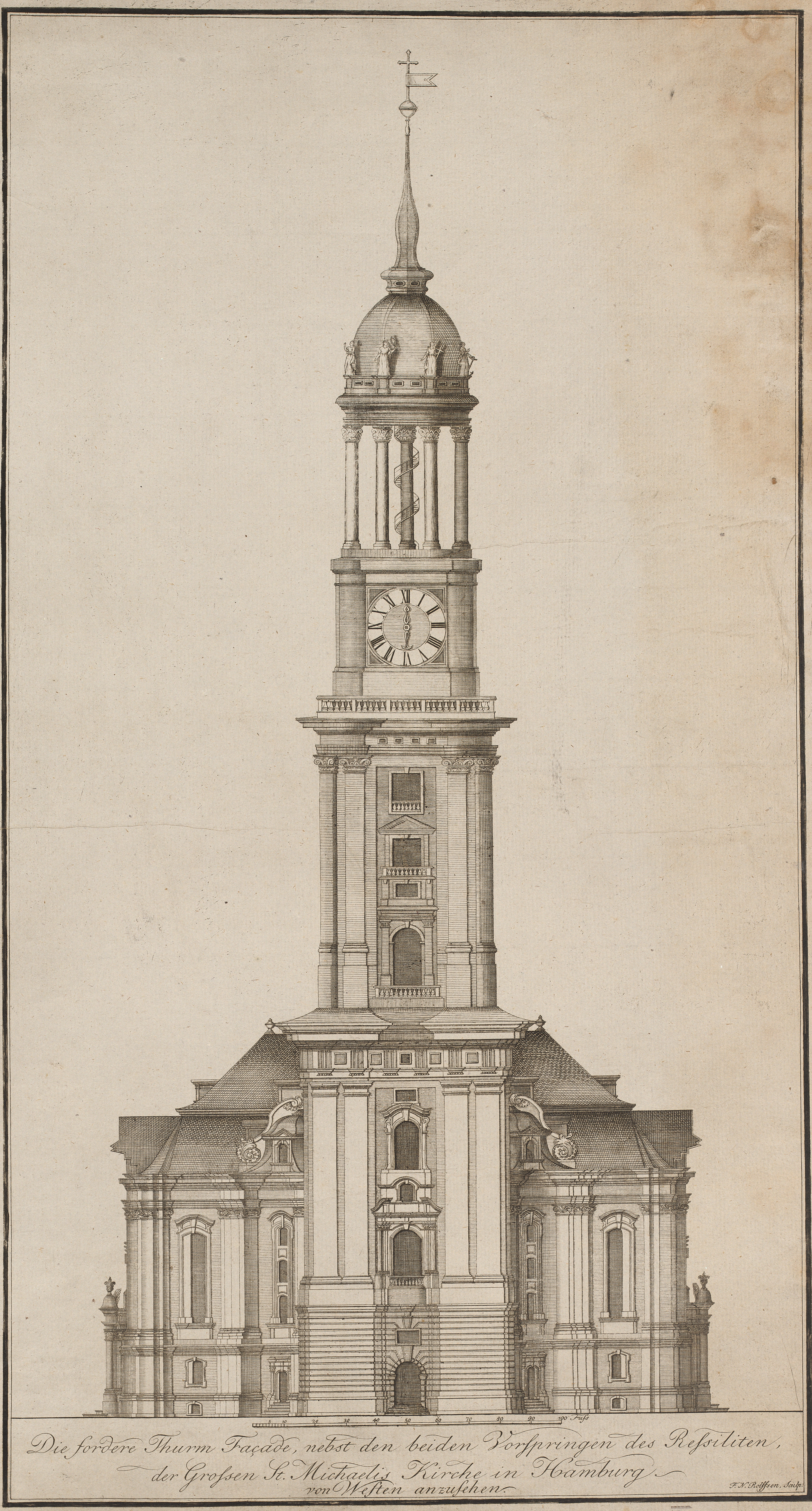
Entwurf von Sonnin

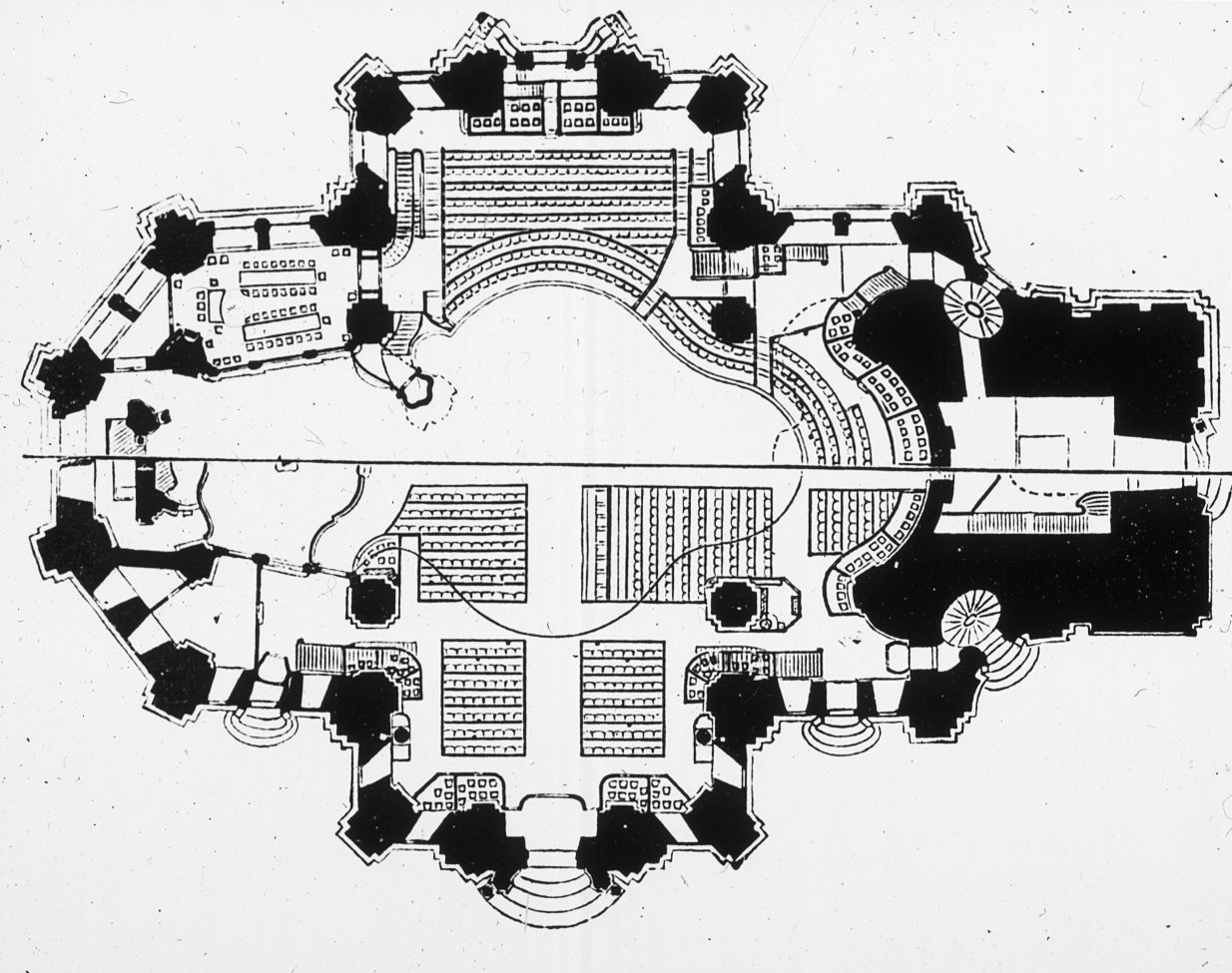
Grundriss von Sonnin

### Überblick
Die evangelisch-lutherische Hauptkirche St. Michaelis ist der bekannteste Kirchenbau Hamburgs und gilt als bedeutendste Barockkirche Norddeutschlands. Für die Schifffahrt auf der Elbe stellt der weithin sichtbare Sakralbau mit seiner markanten Architektur seit langem das Wahrzeichen der Hansestadt dar. Die Kirche ist nach dem Erzengel Michael benannt, der als große Bronzestatue über dem Hauptportal als Sieger im Kampf mit Satan dargestellt ist. Der volkstümlich bzw. umgangssprachlich Michel genannte Sakralbau steht in der südlichen Neustadt zwischen Ludwig-Erhard-Straße, Krayenkamp und Englischer Planke. Der Kirchturm hat eine Höhe von 132,14 Metern. Das heutige Gebäude ist bereits der dritte Kirchenbau an dieser Stelle und eine Rekonstruktion von 1912, nachdem der zweite Bau, den Ernst Georg Sonnin 1751 bis 1786 im Auftrag des Rates der Stadt errichtet hatte, bei einem Brand im Jahr 1906 zerstört wurde. Im Zweiten Weltkrieg wurde der Sakralbau erneut schwer beschädigt und danach wiederaufgebaut. Der Michel gehört heute zur Evangelisch-Lutherischen Kirche in Norddeutschland.

### Erster Bau (1647–1750)
Etwa um das Jahr 1600 wurde – damals noch außerhalb der Hamburger Stadtmauern – etwas weiter östlich aufgrund der Stadterweiterung bei dem Pestfriedhof eine kleine Filialkirche der Nikolaikirche errichtet, der sogenannte Kleine Michel, den ab 1625 die Einwohner der Hamburger Neustadt, die seit 1625 innerhalb der neuen Wallanlagen entstanden war, als ihre Kirche nutzten. Für die wachsende Gemeinde wurde die Kapelle bald zu klein.
Daraufhin wurde der erste Bau an der heutigen Stelle 1647 bis 1669 von Christoph Corbinus (während der Bauzeit verstorben) und Peter Marquard errichtet. Im Jahr 1685 wurde der Michel neben St. Petri, St. Jacobi, St. Nikolai und St. Katharinen Hamburgs fünfte Hauptkirche und die Neustadt ein eigenes Kirchspiel.
Am 10. März 1750 gegen 11:00 Uhr wurde die Kirche mit ungewöhnlich lautem Donner vom Blitz getroffen. Rauch und Flammen wurden ab 12:45 Uhr bemerkt. Der Brand konnte nicht mehr gelöscht werden, der Kirchturm brach im Zickzack zusammen. „Der Hauptteil des Turmes fiel auf das Kirchendach und setzte das Gotteshaus in Brand, das dadurch völlig vernichtet wurde.“

### Zweiter Bau (1751–1906)

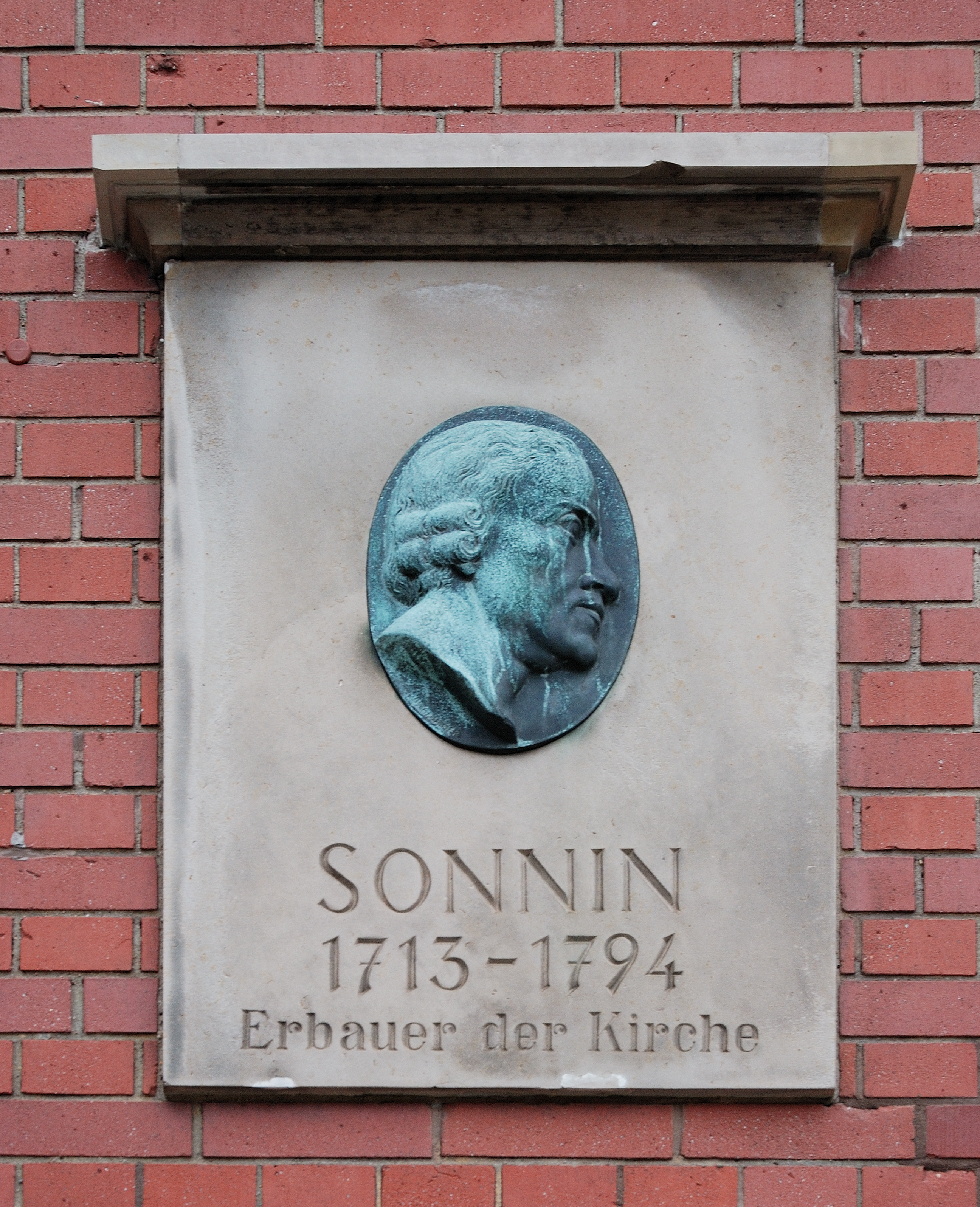
Gedenktafel für Ernst Georg Sonnin

Im Jahr 1751 wurde der Grundstein für den zweiten Michel gelegt. Dieser wurde am 19. Oktober 1762 mit dem Oratorium Komm wieder Herr, zu der Menge der Tausenden in Israel (TWV 02:12) von Georg Philipp Telemann eingeweiht. Erst im Jahr 1786 wurde dieser Neubau nach einem Entwurf von Johann Leonhard Prey und Ernst Georg Sonnin durch den Bau des Turmes abgeschlossen. Der Turm war ganz aus Holz und mit Kupfer verkleidet. Georg Dehio bezeichnete die barocke Michaeliskirche als bedeutendsten evangelischen Sakralbau neben der Dresdner Frauenkirche.
Im Jahr 1802 nutzte Johann Friedrich Benzenberg den Turm mit Erfolg für Fallexperimente zum Nachweis der Erdrotation und kam damit Léon Foucault mit seinem berühmten Pendelversuch um fast 50 Jahre zuvor. Von 1905 bis 1906 entstand in der Karpfangerstraße die Lutherkirche als Filiale von St. Michaelis. Sie sollte mit ihren 800 Sitzplätzen zur Entlastung dienen, da durch Bevölkerungswachstum im südlichen Pfarrbezirk (heute: Portugiesenviertel) der Raum für Gottesdienste in der Hauptkirche nicht mehr ausreichte. Gründung und Betrieb der Kirche stand in engem Zusammenhang zur Seemannsmission. 1943 wurde die Lutherkirche durch Bomben zerstört und nicht wieder aufgebaut.
Am 3. Juli 1906 brach im Turm des Michels bei Lötarbeiten an schadhaften Kupferplatten der Turmverschalungen ein Brand aus: Die Dachdecker hatten eine geteerte Pappe unter die Kupferplatte geschoben. Das beim Löten entstandene Teergas entzündete sich, und die Holzverschalung fing Feuer. Dem Turmwächter Carl Beurle gelang es, durch Morsesignale die Feuerwehr in der Hauptwache am Schweinemarkt zu alarmieren. Er konnte sich aber nicht mehr retten. Teile des Turmes und die Uhrzeiger stürzten auf das Kirchenschiff. Auch das Kirchenschiff brannte bis auf die Grundmauern ab. Gerettet wurden aus dem Michel alte Handschriften, Abendmahl- und Taufgerät, der Marmortaufstein von 1763 und der von Ernst Georg Sonnin 1763 gestiftete Gotteskasten.

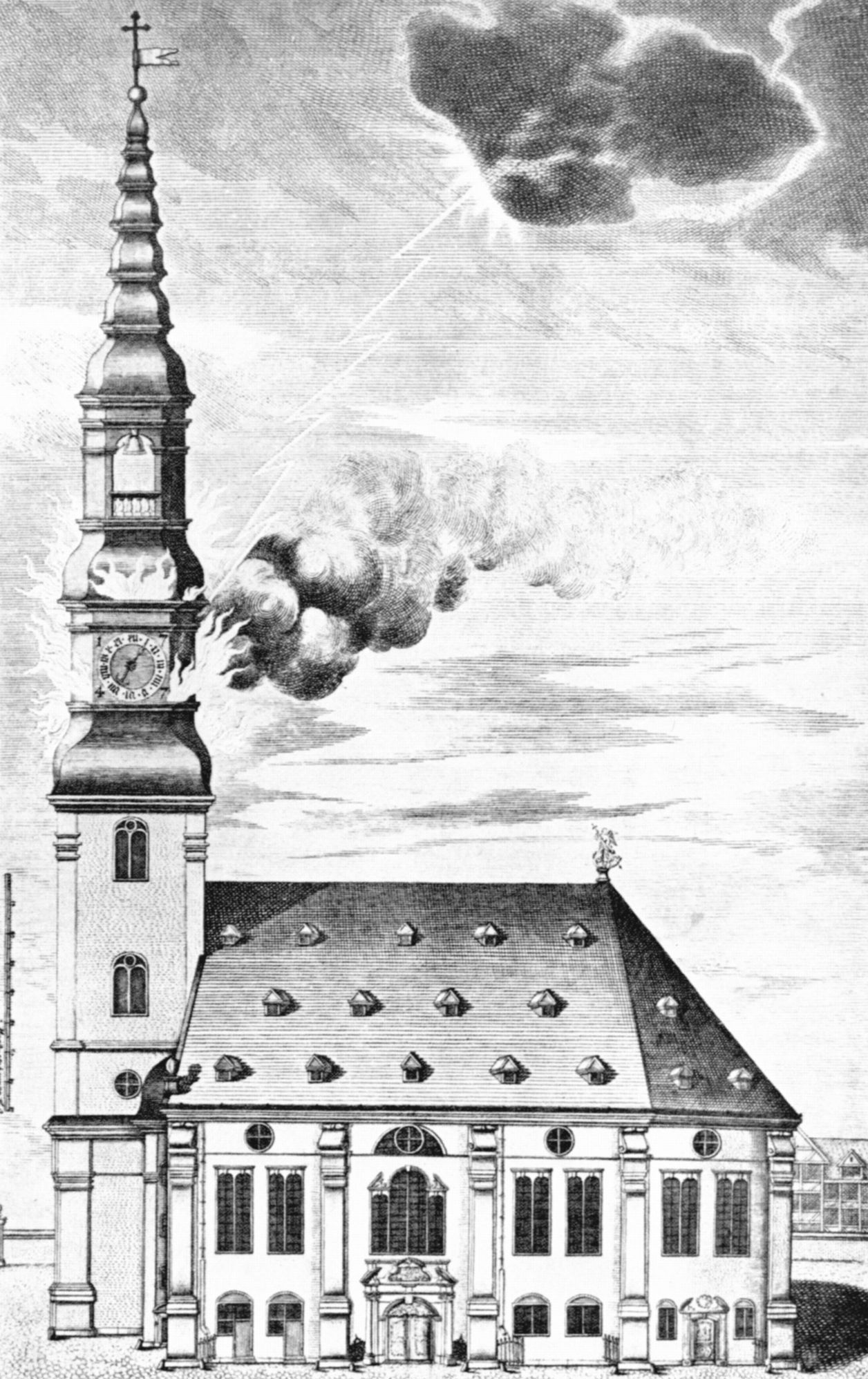
Blitzeinschlag 1750, Kupferstich von Franz Nikolaus Rolffsen
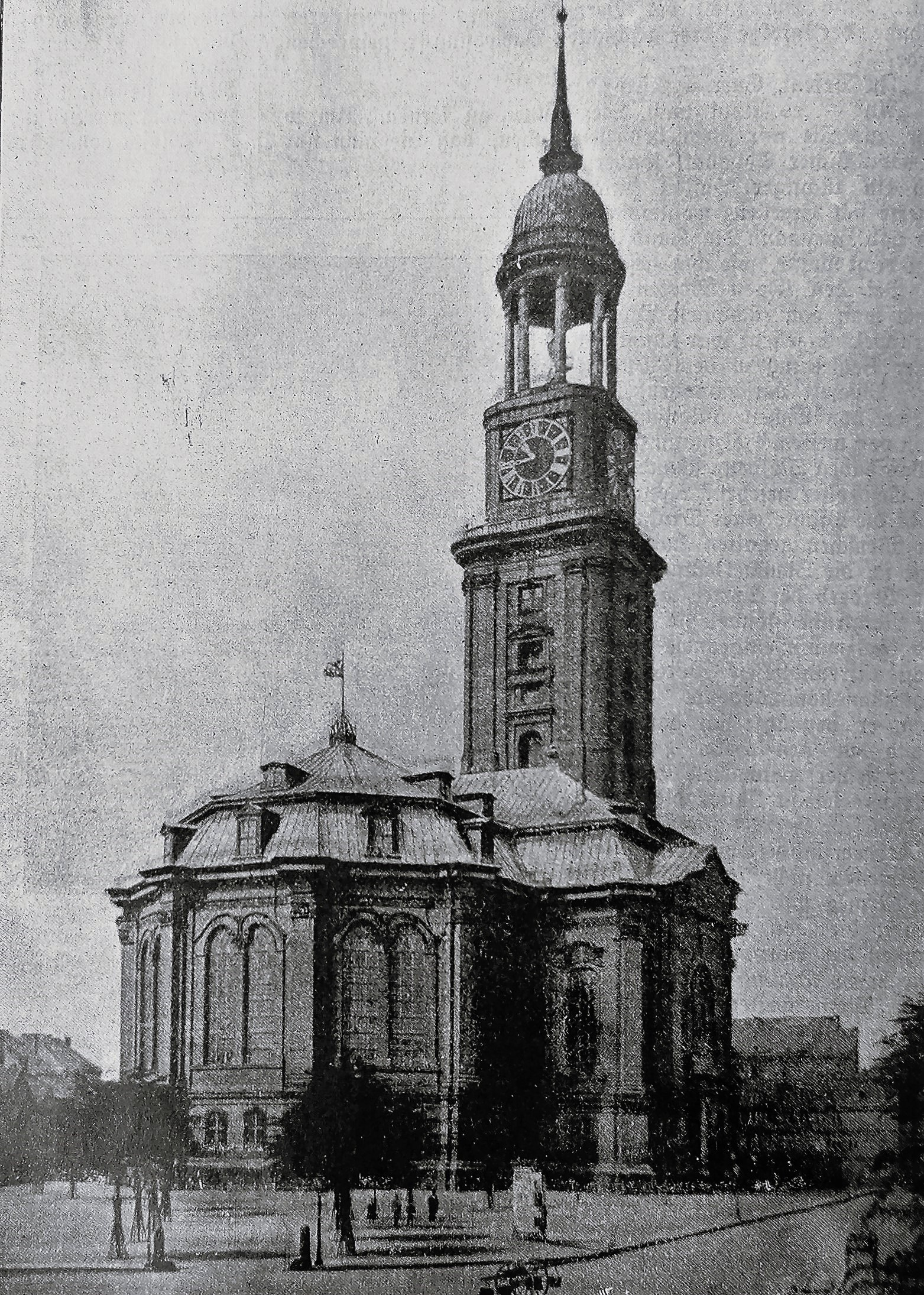
St. Michaelis zu Hamburg vor dem Brand
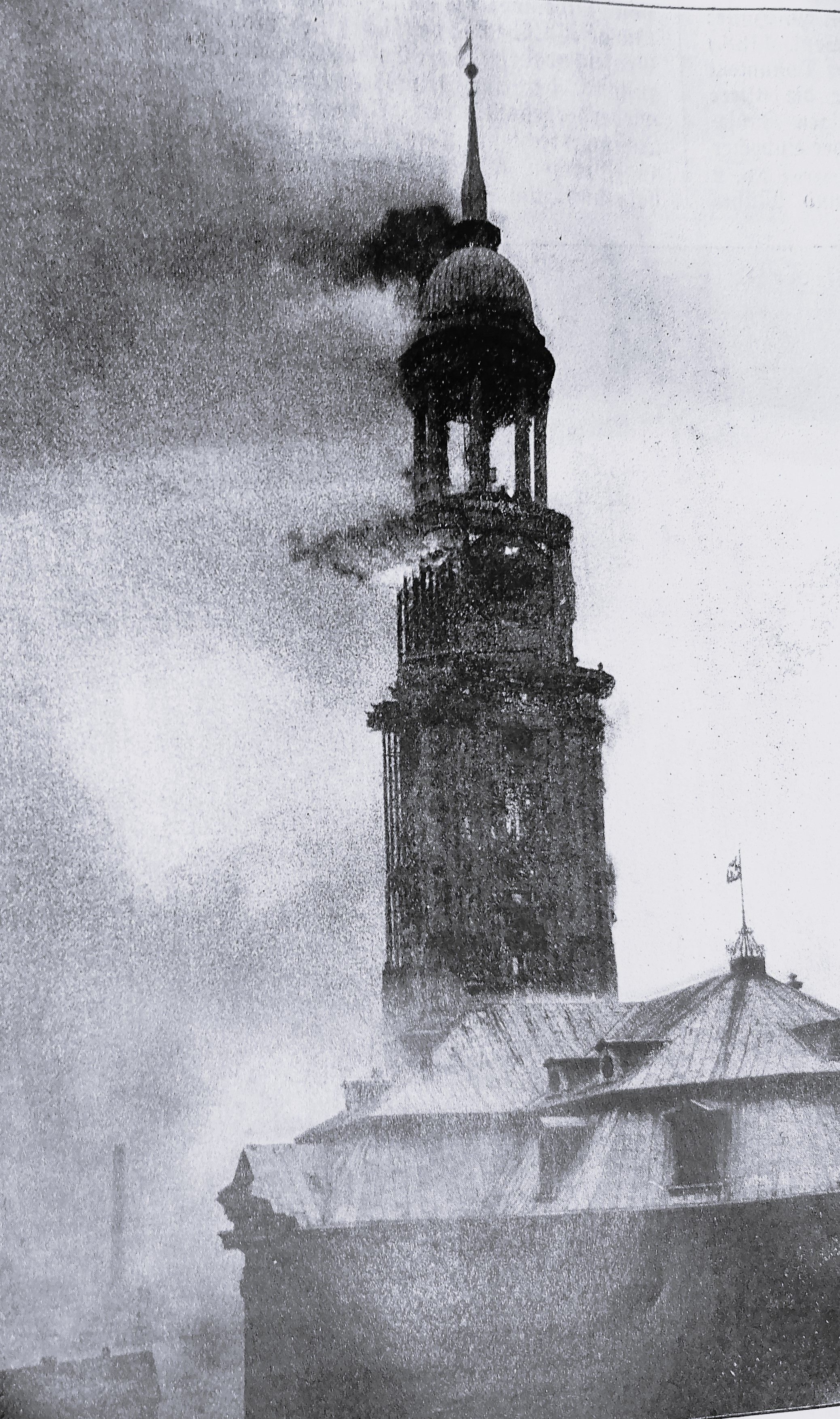
St. Michaelis am 3. Juli 1906 in Flammen stehend
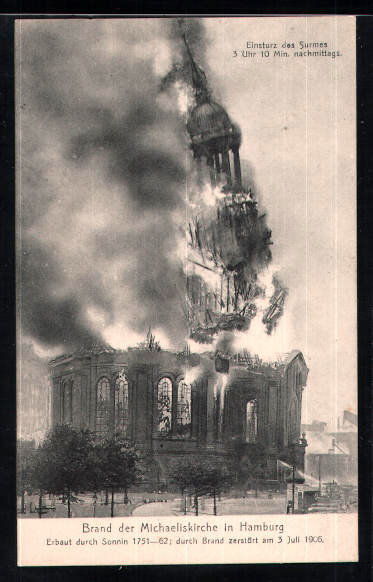
Einsturz des Turmes
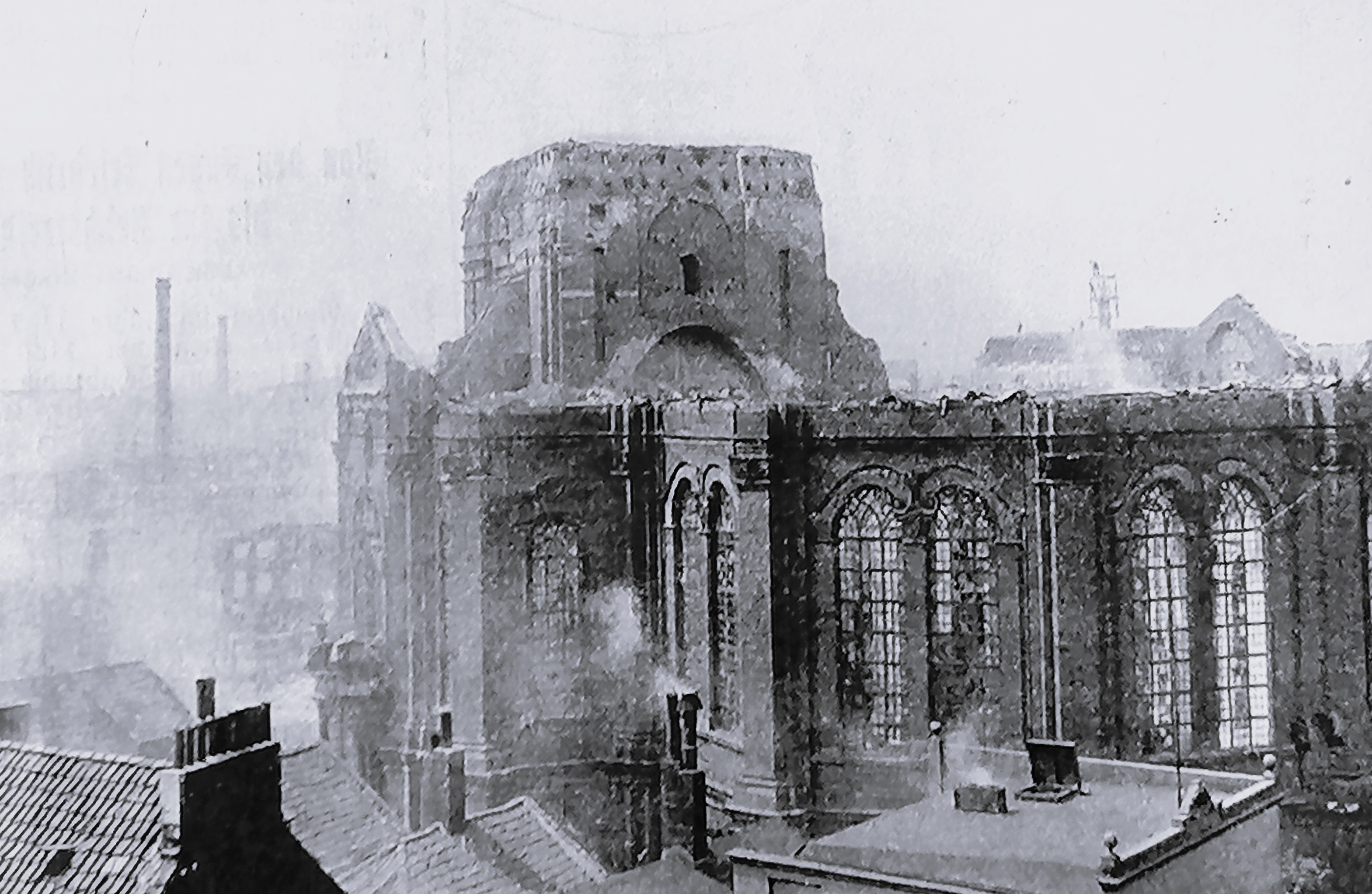
Brandruine der Kirche

Aus dem Brand 1906 gerettete Gegenstände
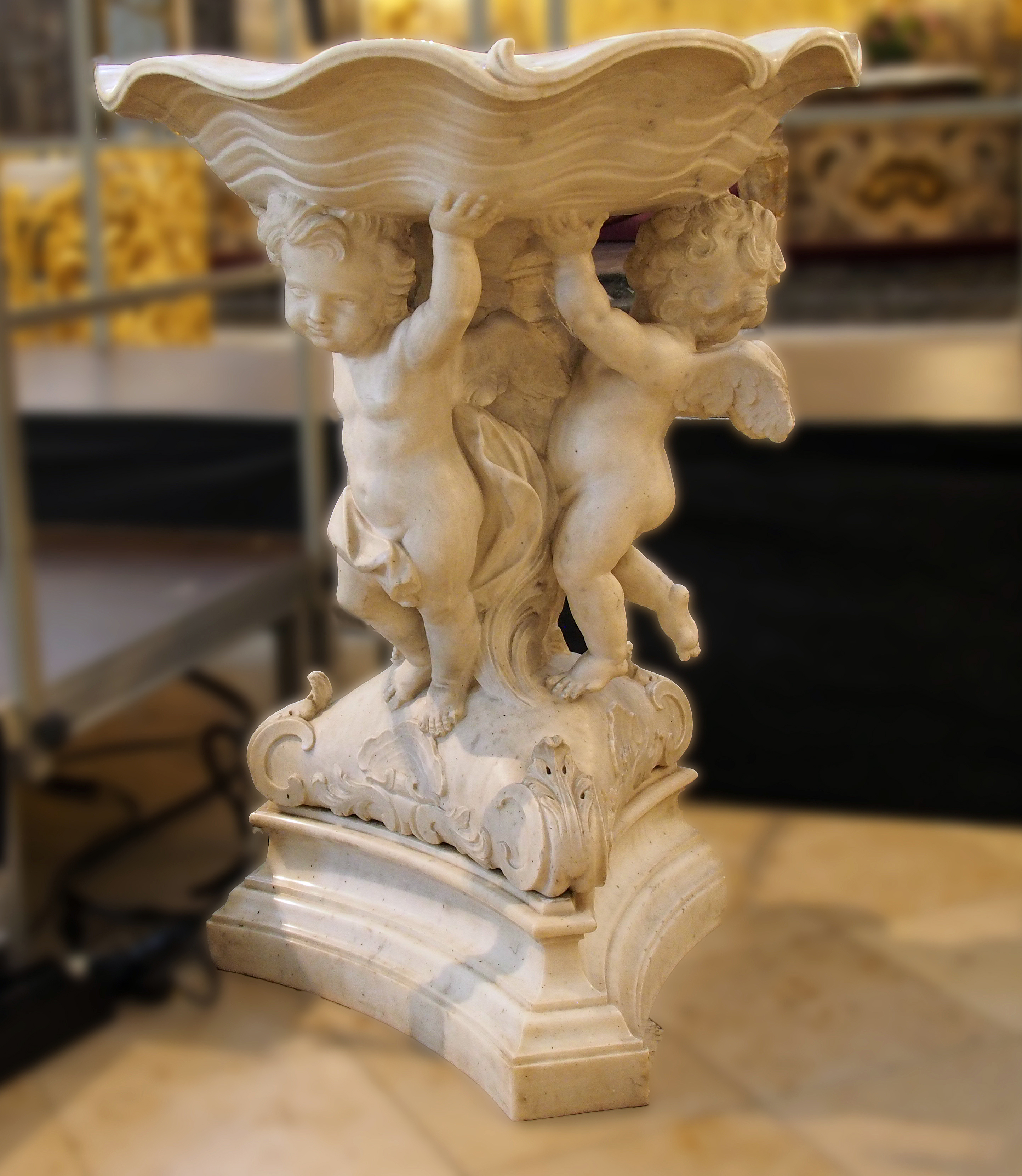
Marmortaufstein
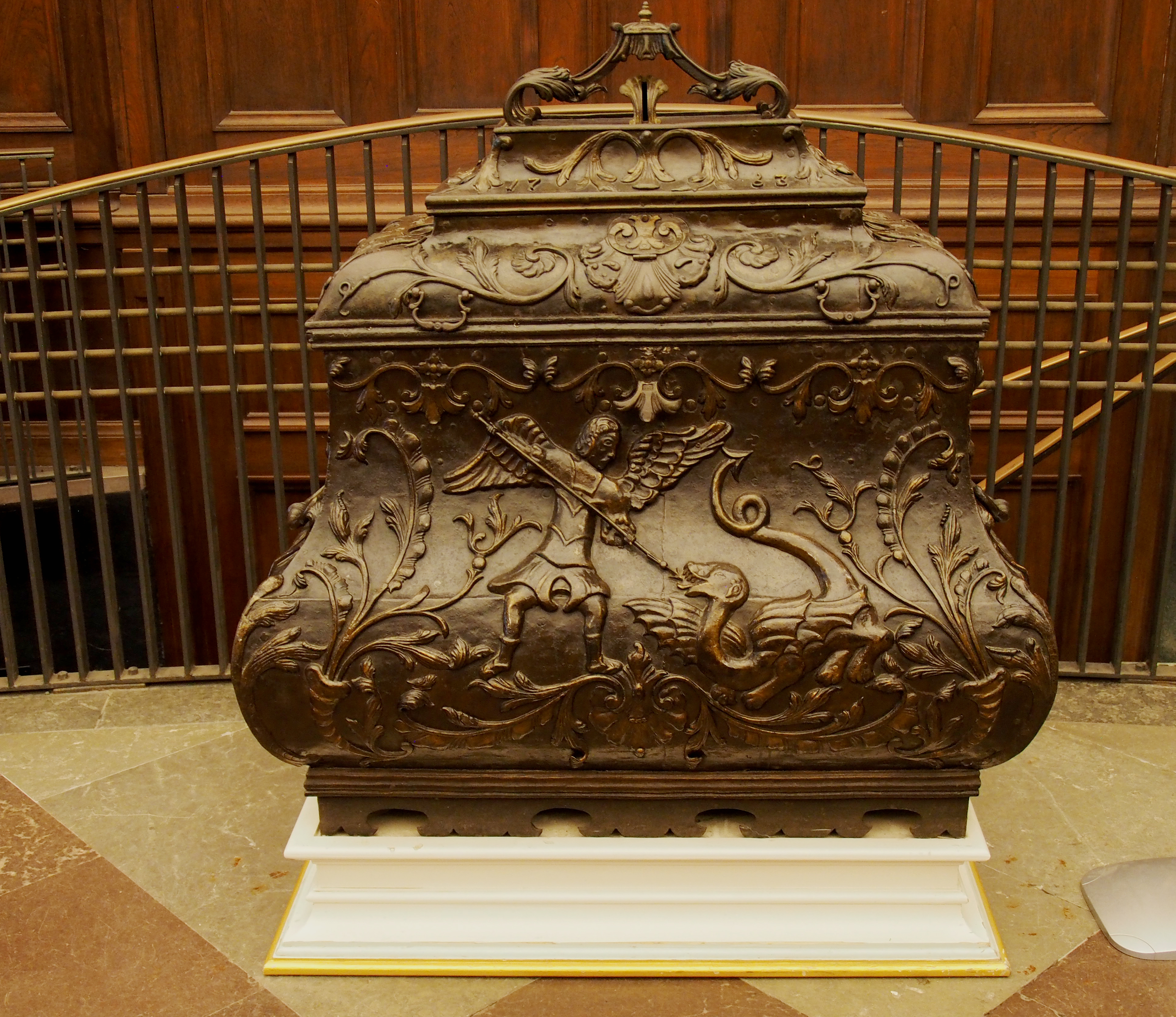
Barock-Gotteskasten

### Dritter Bau (seit 1912)
Bereits am Tag nach dem Brand beschloss der Senat, den Michel in seiner bisherigen Form wieder aufzubauen. Über die Art des Wiederaufbaus gab es dennoch heftige Diskussionen. In einer Enquete von 1906/07 sprachen sich Cornelius Gurlitt, Fritz Schumacher und Peter Behrens gegen eine Rekonstruktion aus. Der Denkmalschützer Georg Dehio war ein Verfechter des Wiederaufbaus. Letztlich erfolgte mit Rücksicht auf den Wahrzeichencharakter des „Michel“ und den Wunsch der Bevölkerung eine Wiederherstellung in der alten äußeren Form, allerdings mit einer feuerfesteren Konstruktion aus Stahl und Beton anstelle der früheren Holzkonstruktion. Die Bauarbeiten, die von Julius Faulwasser geleitet wurden, dauerten sechs Jahre. Am 19. Oktober 1912 wurde der Michel wiedereröffnet. Taufstein und Gotteskasten für Spenden stammen aus dem Jahr 1763.

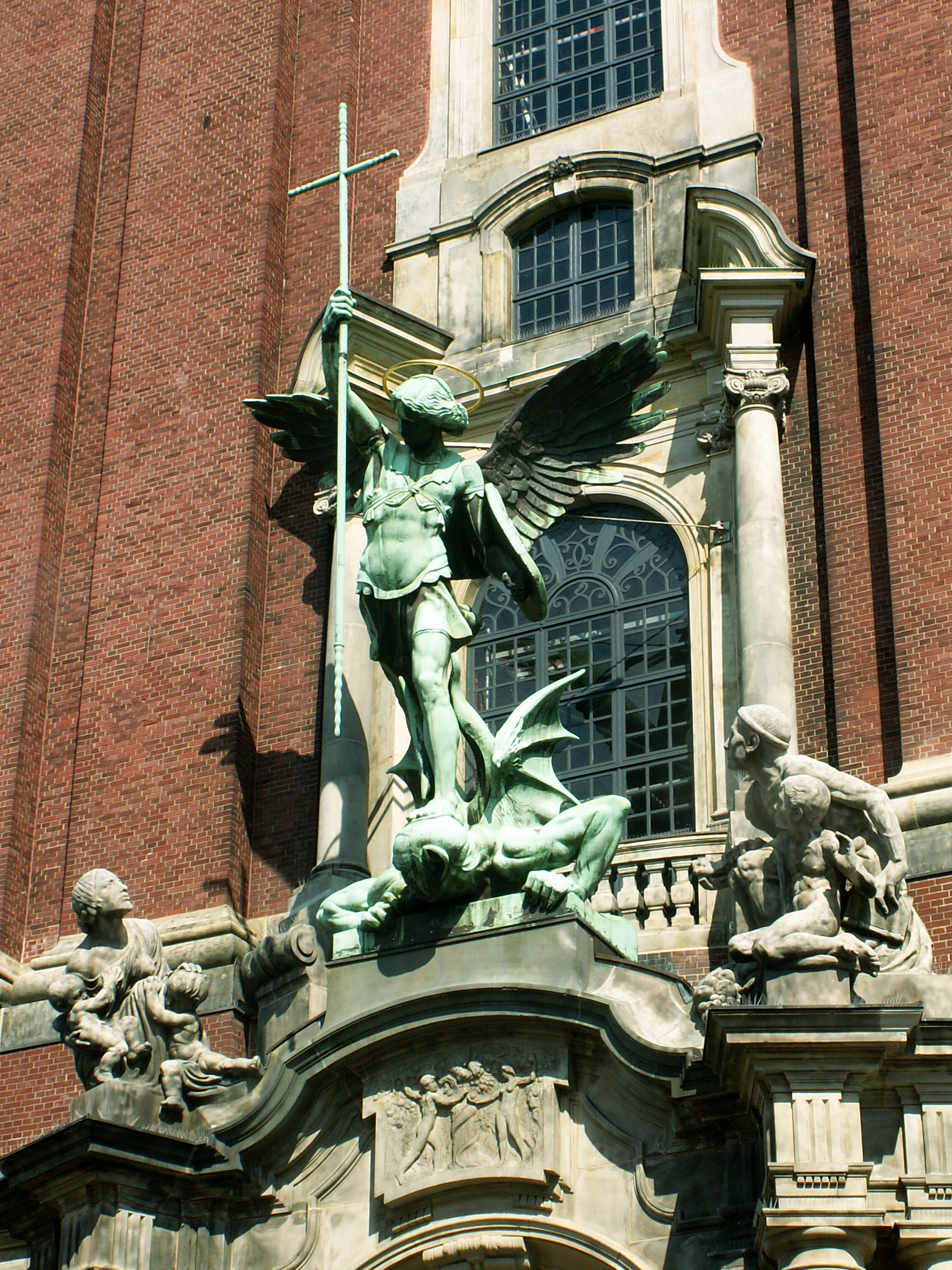
Statue des Erzengels Michael über dem Westportal

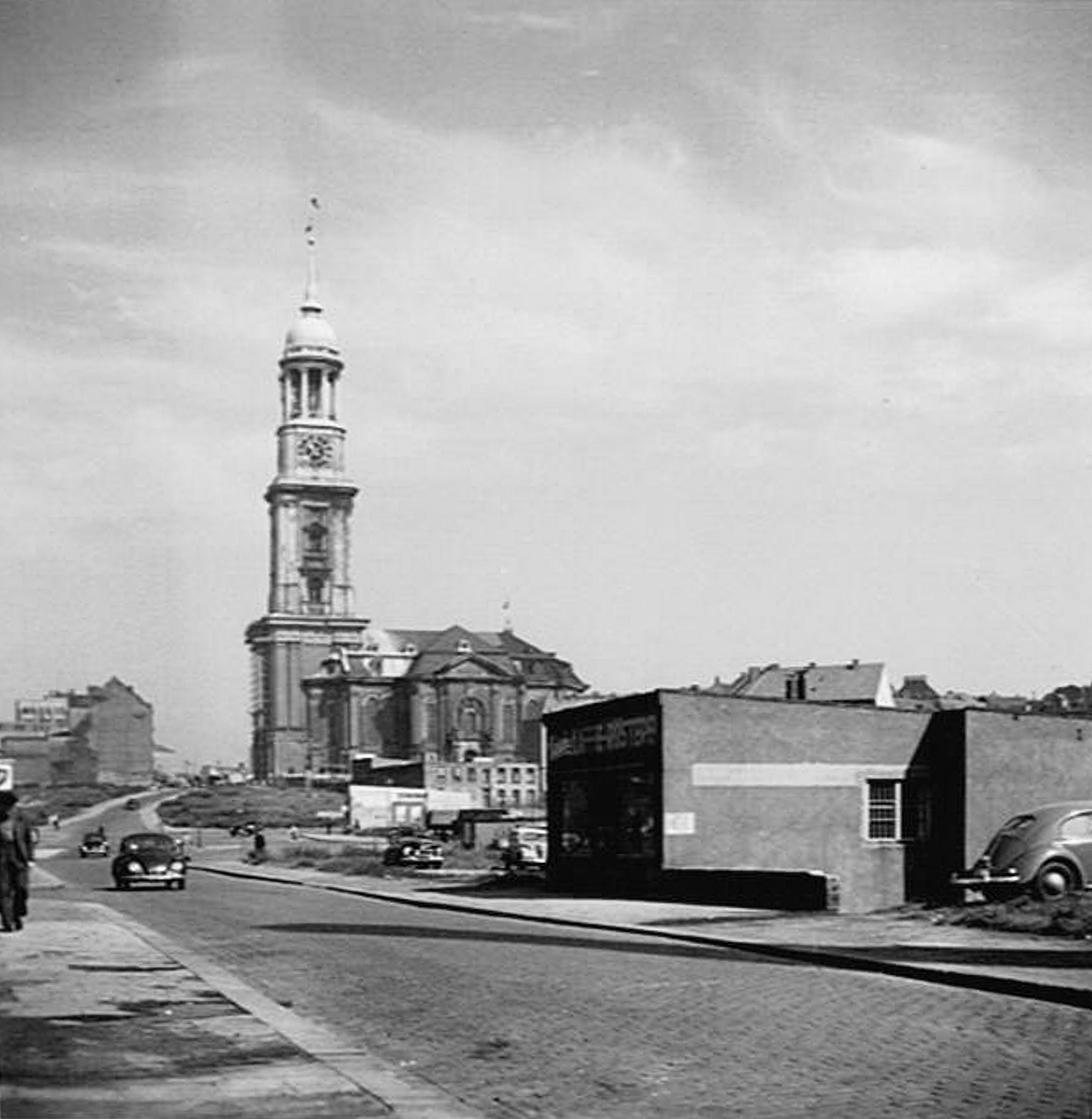
Sankt Michaelis, 1949

Im Zweiten Weltkrieg wurde die gesamte Umgebung durch alliierte Bombenangriffe (Operation Gomorrha) stark zerstört, während die Kirche selbst zunächst fast unbeschädigt blieb. Erst 1944 und 1945 wurde schließlich auch das Hauptschiff getroffen. Brandbomben durchschlugen das Kirchendach und zerstörten das Gestühl, die Orgel und große Teile des Innenraums. Die Schäden konnten bis 1952 beseitigt und die Kirche am 19. Oktober 1952 wieder eingeweiht werden. Taufstein und Gotteskasten aus dem Jahr 1763 sind erhalten und im Kirchenraum ausgestellt.

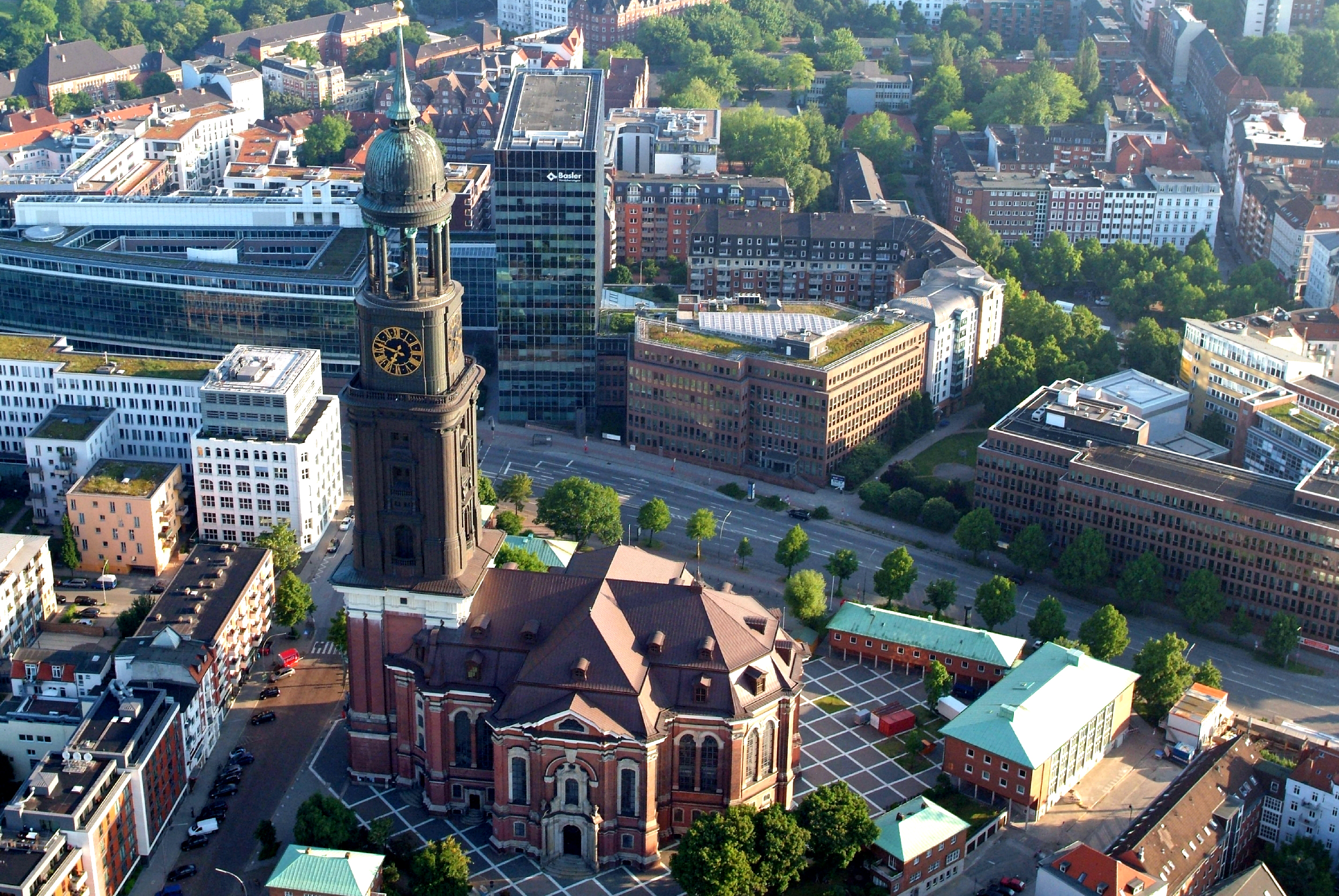
St. Michaelis (2013)

Seit 1983 wird der Michel laufend saniert:
- 1983–1996: Instandsetzung des Turms
- 2000: Ersatzguss der seit 1917 fehlenden größten Läuteglocke
- 2002–2010: Instandsetzung des Schiffs[12]
- 2007: Sanierung der Krypta
- 2008–2009: Sanierung des Kupferdachs und des Innenraums
- 2015–2016: Vervollständigung des aus vier Glocken bestehenden Uhrschlagwerks[13]
- 2022: Eröffnung des Besucherzentrums

## Beschreibung

### Außenbau und Lage
Sankt Michaelis ist geostet. Dem Kirchenschiff ist im Westen ein monumentaler, aber eingezogener Glockenturm vorgestellt. Der Kirchenraum vereinigt Eigenschaften eines Zentralbaus und einer Basilika. Das Backsteinmaterial des Mauerwerks ist in den Fassaden sichtbar, innen verputzt.

### Kirchenraum

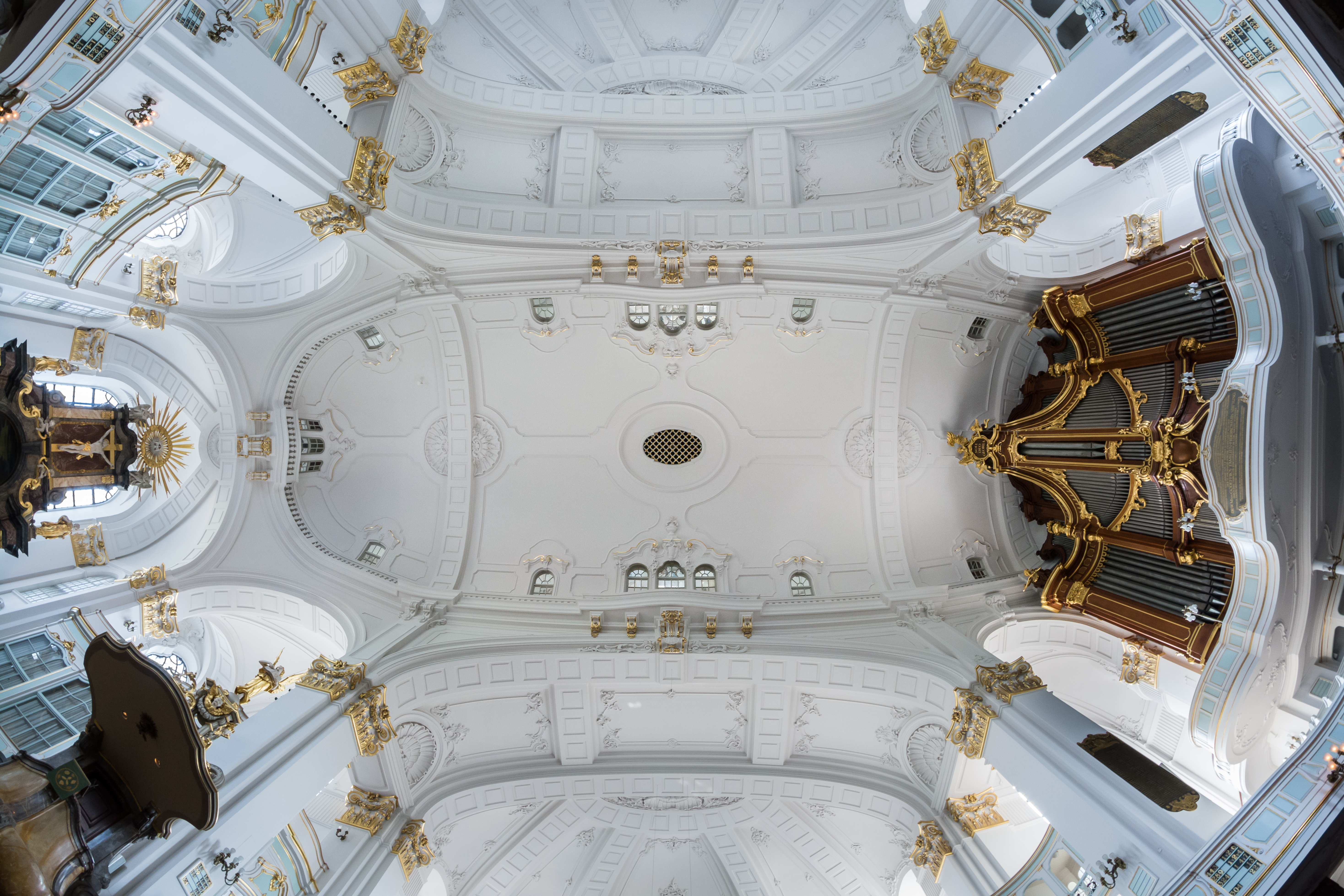
Gewölbe des Mittelschiffs mit Obergaden, rechts Orgel, links Altar;
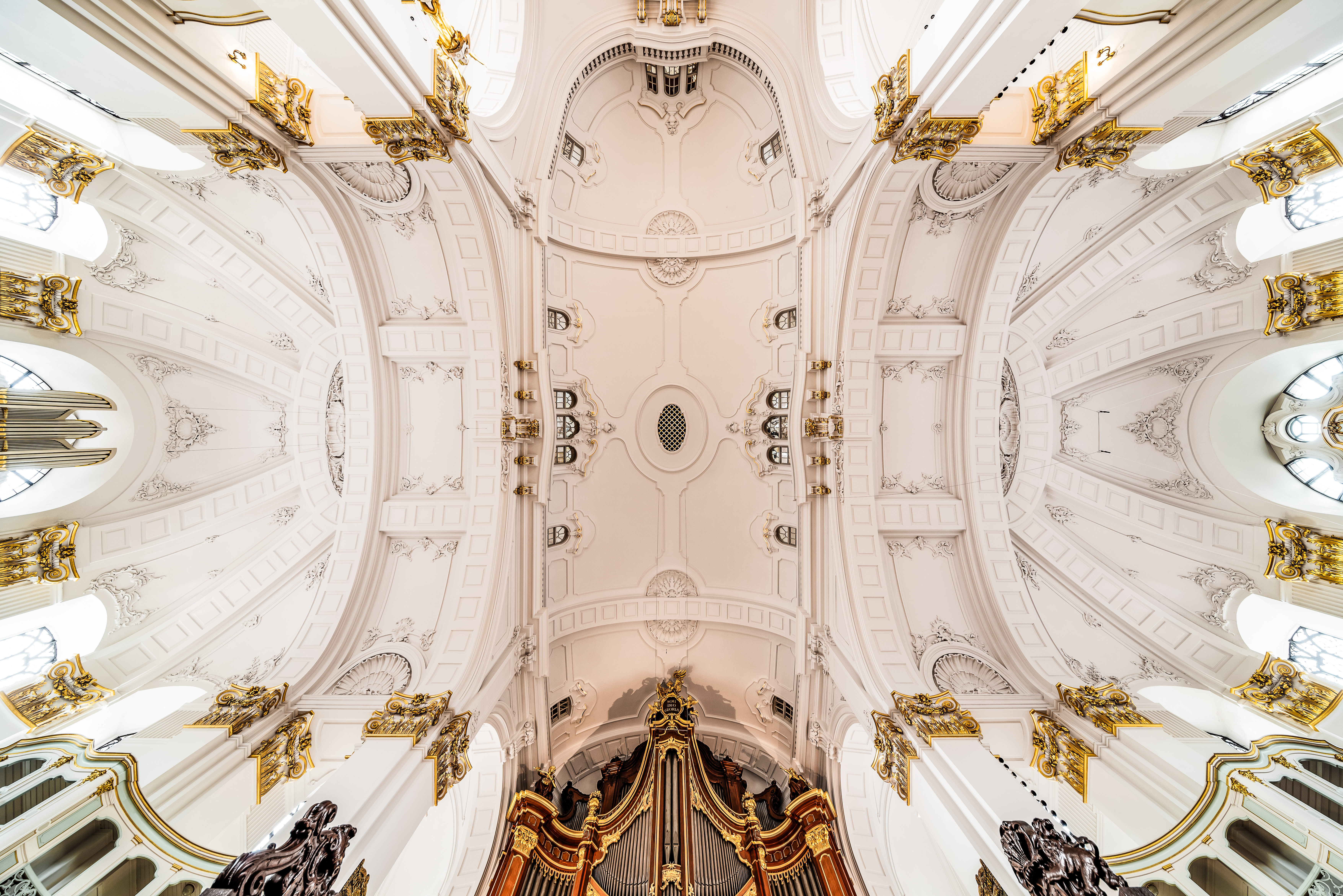
Vierung mit Obergaden, rechts und links Querhausarme, oben der Chor
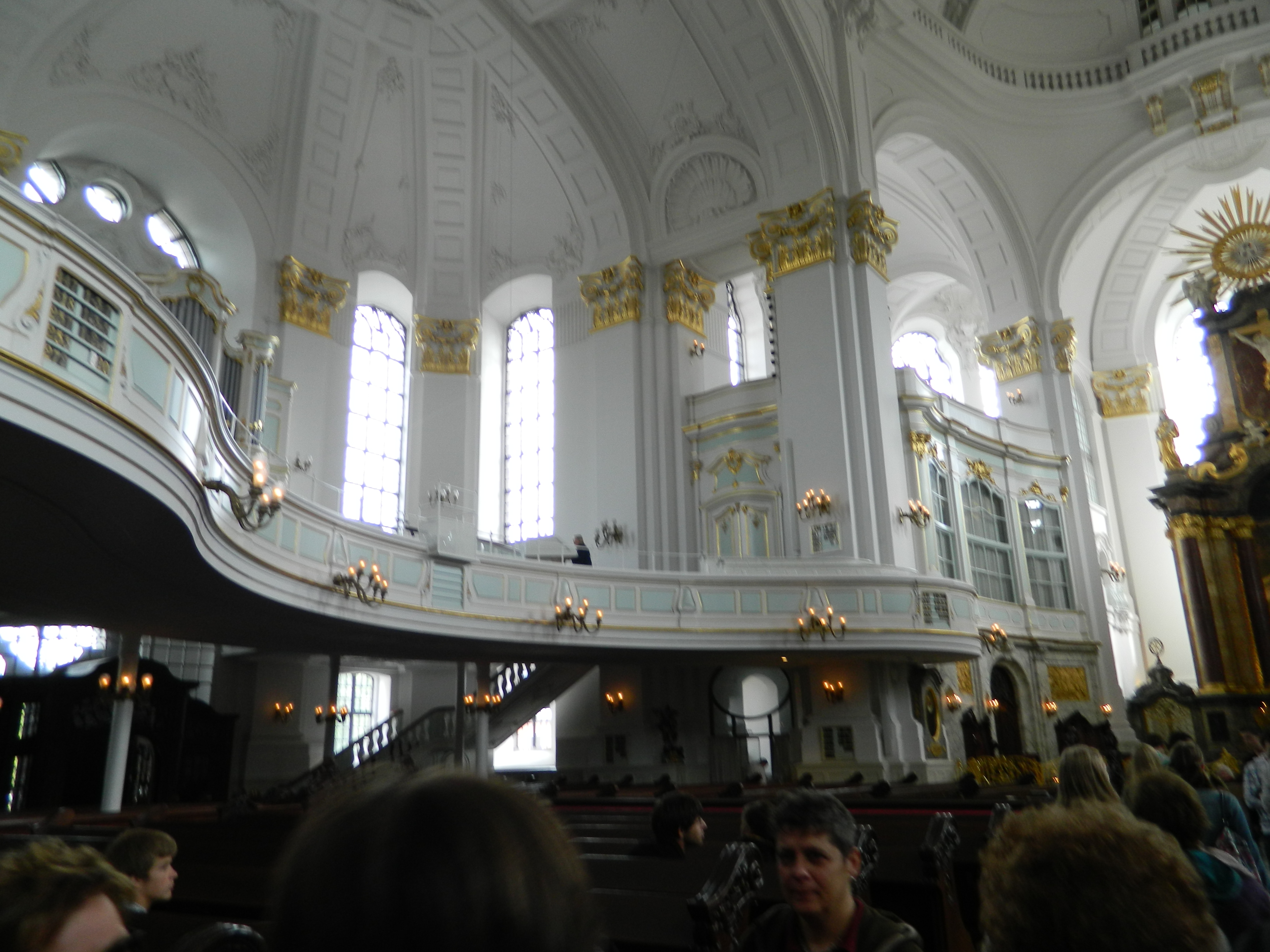
Links Nordquerhaus, rechts Chor

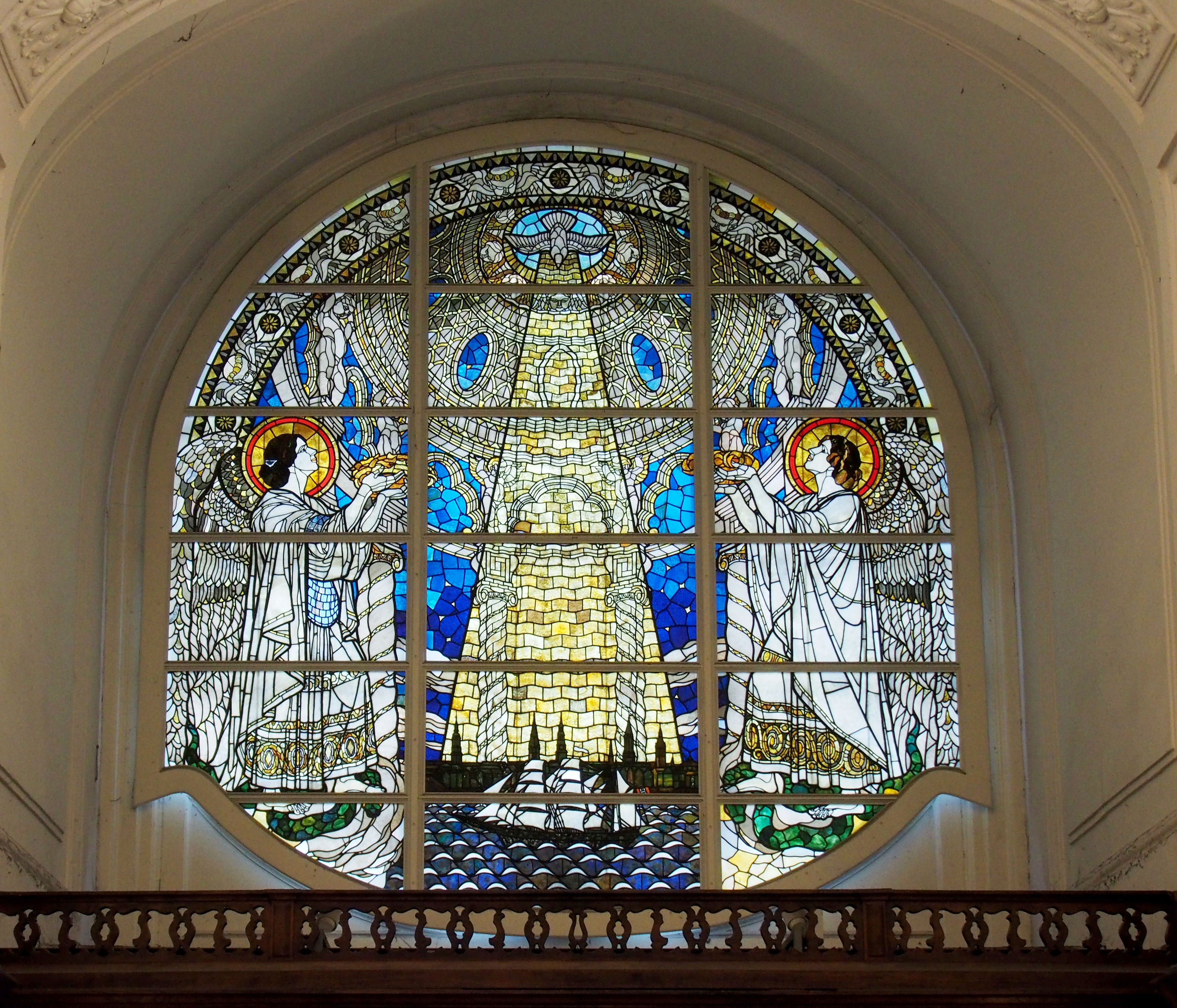
Tympanonfenster über dem Haupteingang

Durch das Westportal betritt der Besucher zunächst die Turmhalle, die als Vorraum zur Kirche sowie als Zugang zu Turm und Krypta dient. Außer dem Haupteingang im Westen unter der Bronzeplastik des kämpfenden Erzengels Michael vom Bildhauer August Vogel verfügt der Michel in Richtung Hafen (Süden) und Großneumarkt (Norden) über zahlreiche Pforten zum direkten Zugang aus den damals dichtbesiedelten Gebieten.
Über dem Haupteingang von St. Michaelis befindet sich ein annähernd rundes, reich verziertes Jugendstilfenster. Zwei Engel stehen am linken und rechten Bildrand, in der Mitte fliegt eine Taube über einer stilisierten Burg. Die Taube steht als Symbol für den Heiligen Geist und den Segen Gottes, der sich über der Kirche und der Stadt ausbreitet.
Der im Grundriss kreuzförmige Kirchenraum ist 52 Meter lang, 44 Meter breit, 27 Meter hoch und fasst 2.500 Besucher. Er ist lichtdurchflutet, weil die klaren Fenster das Außenlicht passieren lassen.
Das in Ostwestrichtung erstreckte Mittelschiff ist höher als das knapp westlich seiner Mitte liegende etwas kürzere Querhaus und hat Obergaden über den Querhausarmen und über den Jochen in den Zwickeln zwischen Lang- und Querhaus. Der Grundriss des Chors ist schon vor dem dreiseitigen Schluss etwas konisch, was dem Raum insgesamt eine Tendenz zum Oval und damit stilistisch zum Rokoko gibt.

### Ausstattung
Einige der vorderen Bankreihen sind breiter und bequemer als die übrigen Bankreihen. Dieses Senatsgestühl, dessen Bankwangen das Hamburger Wappen schmückt, ist bei Festakten oder Trauerfeiern für Regierende vorgesehen. Die gegenüberliegenden Bankreihen sind ähnlich gestaltet. Die Bankwangen zeigen den heiligen Michael, der mit dem Drachen kämpft. Sie wurden für den Kirchenvorstand und kirchliche Würdenträger geschaffen. Das Beedegestühl (Beede: Finanz- und Verwaltungsausschuss des Kirchenvorstands).
Im Zuge der Corona-Pandemie wurden von Reedereien, Hafenunternehmen, Museen und Traditionsschiff-Vereinen Rettungsringe von Schiffen gespendet, die nun an der Galerie im Innenraum ausgestellt sind.
2011 erhielt St. Michaelis eine Figur des Erzengels Michael. Diese ist etwa 1,50 m groß und stammt vermutlich aus der zweiten Hälfte des 17. Jahrhunderts. Sie gehörte bisher zum Bestand des Ernst-Barlach-Hauses.
Die marmorne Kanzel ragt vom südöstlichen Vierungspfeiler in den weiten Vierungsraum hinein. Die Kanzeluhr wird nur bei besonderen Anlässen gezeigt.

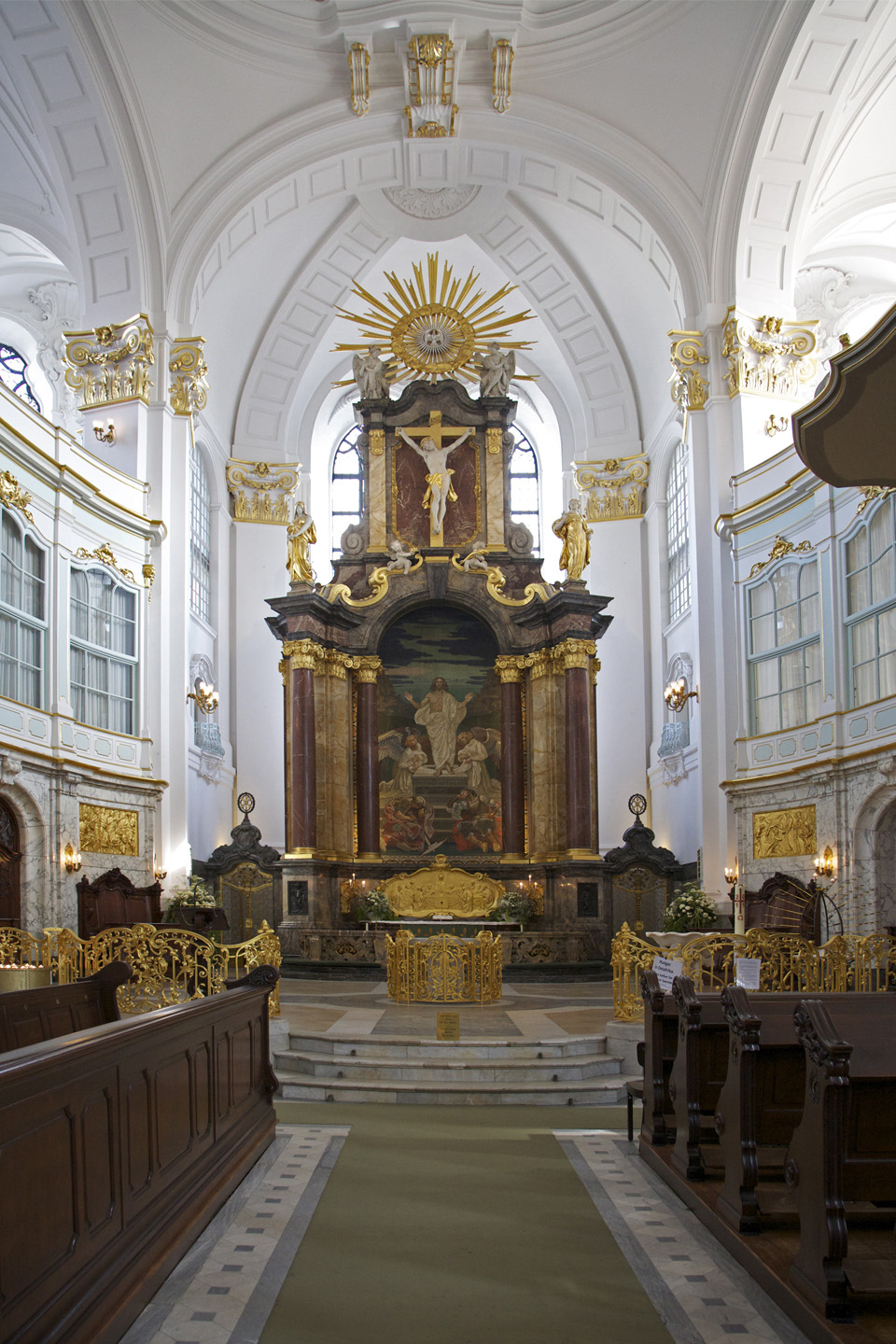
Altar von 1911
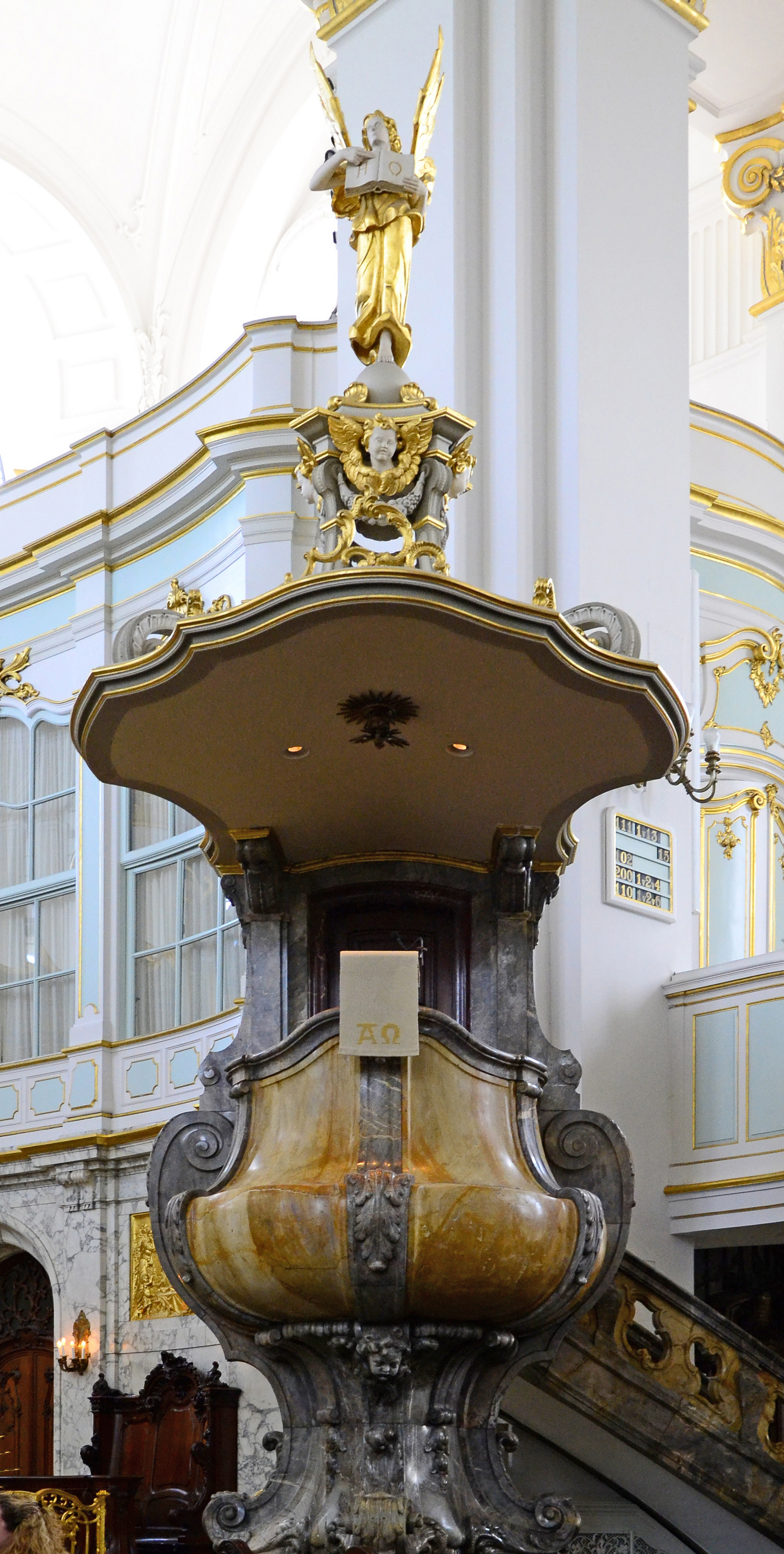
Kanzel
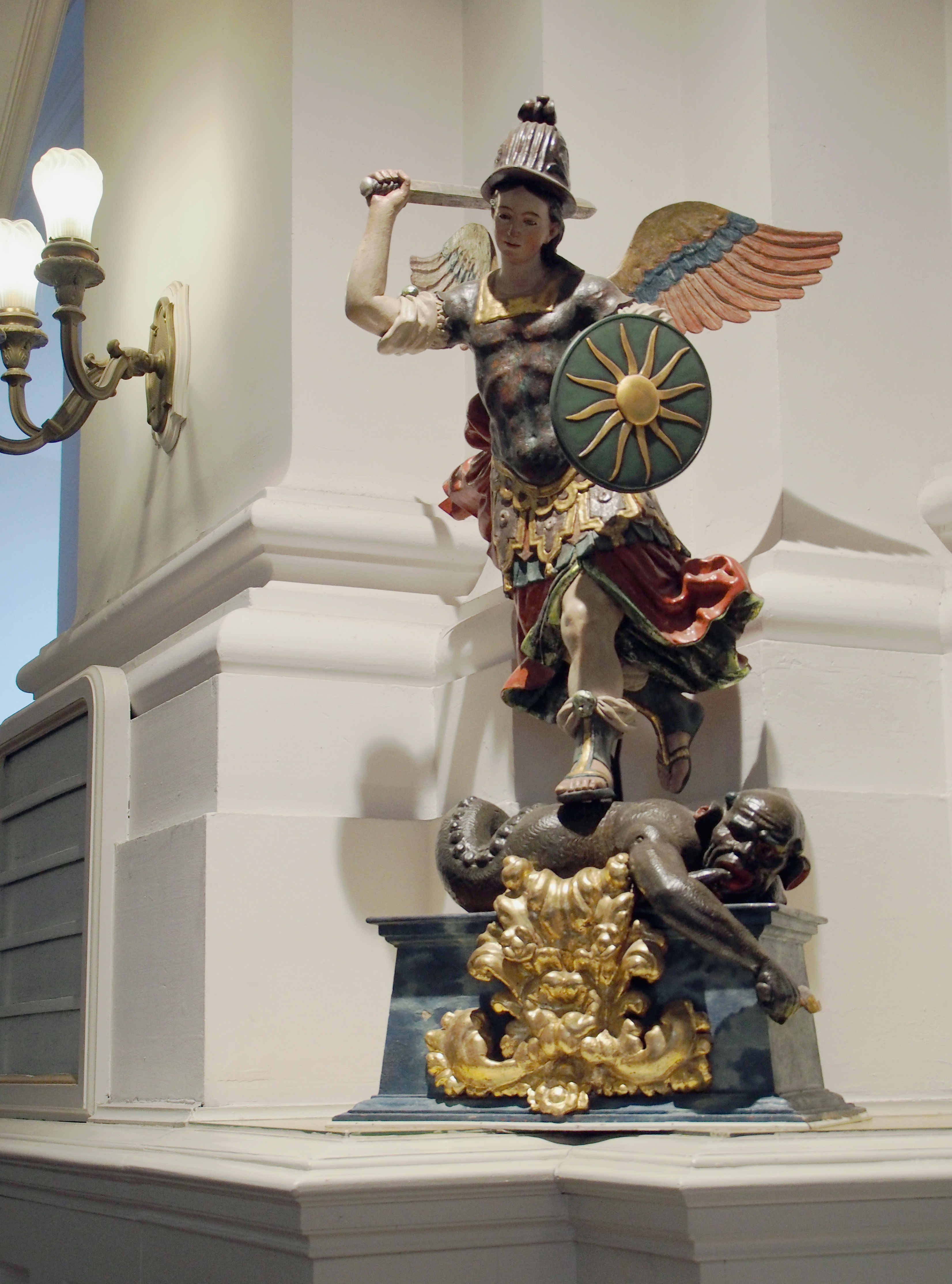
Figur des Erzgengel Michael
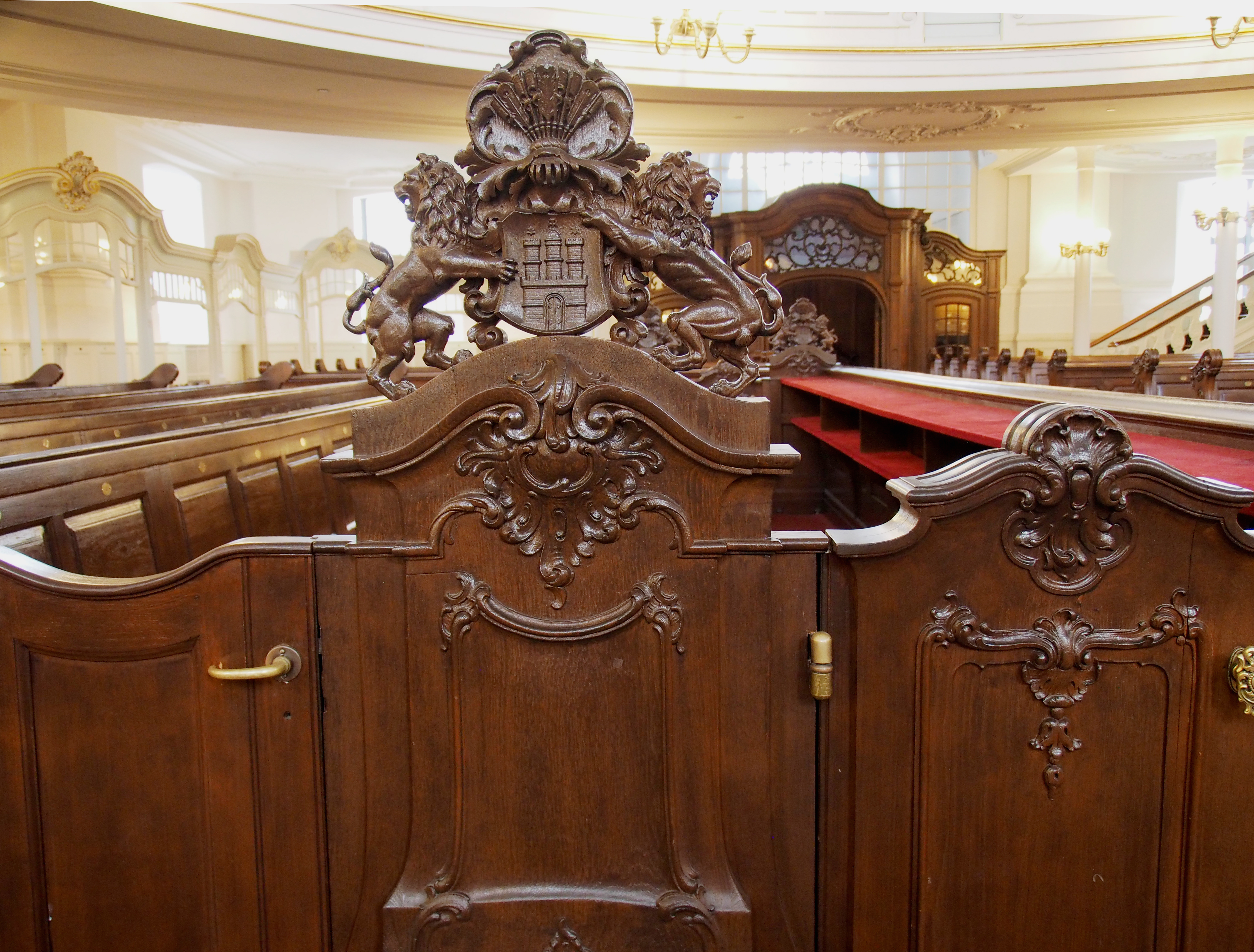
Senatsgestühl

### Krypta
Die Krypta wurde mit dem zweiten Bau der Kirche angelegt. Der Verkauf von Grabstellen sollte den Wiederaufbau mitfinanzieren. 2.425 Namen von dort Bestatteten sind bekannt, darunter Johann Mattheson († 17. April 1764), Carl Philipp Emanuel Bach († 14. Dezember 1788), Hinrich Borkenstein († 1777) und der Architekt des Michels Sonnin († 8. Juli 1794). Die Grabkammern sind tief ausgeschachtet für vier Särge übereinander. Während der Hamburger Franzosenzeit wurden 1813 Beerdigungen innerhalb der Stadt und damit auch in der Krypta verboten. Der Architekt Julius Faulwasser ließ beim Wiederaufbau des Michels über der Krypta eine Stahlbetondecke einziehen.
Während des Zweiten Weltkriegs diente die Krypta als Luftschutzbunker. Zwei Sprengbomben im Zweiten Weltkrieg trafen den Michel schwer, die Decke der Krypta hielt dem jedoch stand. Das Gruftgewölbe beherbergt ab 1986 eine Ausstellung zur Baugeschichte mit Modellen der Kirche. Anfang 2000 wurde die Krypta umgebaut und wird nun für Gottesdienste und Konzerte genutzt.

### Turm

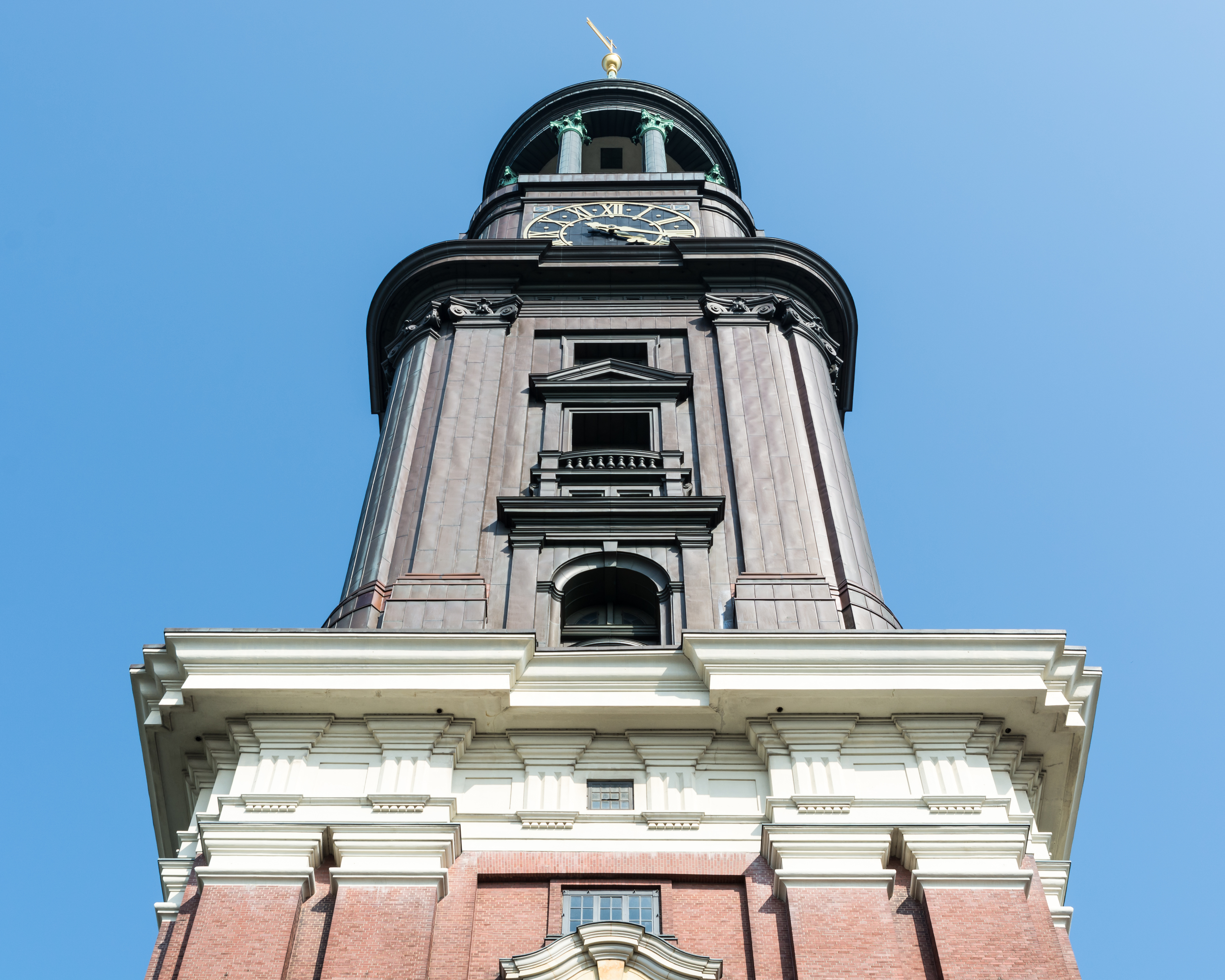
Turm

Der 132,14 Meter hohe, charakteristische Kirchturm prägt die Silhouette der Stadt und galt schon früh als Orientierungsmarke für die auf der Elbe nach Hamburg segelnden Schiffe. In 83 Metern Höhe ist die Turmplattform, die einen weiten Ausblick über die Stadt bietet. Man kann sie zu Fuß über 452 Stufen oder nach 52 Stufen zu Fuß von der Fahrstuhlhalle aus im 1. Stock erreichen. Am obersten Punkt des Turmes sind Webcams angebracht. Seit 2016 leben mehrere Bienenvölker im Turm. An einigen Abenden ist ein 360°-Rundblick vom Michel unter dem Motto Hamburg bei Nacht. Traumblick vom Michel möglich. Der Turm der Petrikirche ist mit 132,20 Metern ähnlich hoch, damit können beide als zweithöchste Kirchtürme in Hamburg gelten. Der höchste ist das Mahnmal St. Nikolai mit 147,88 Metern.

### Uhr

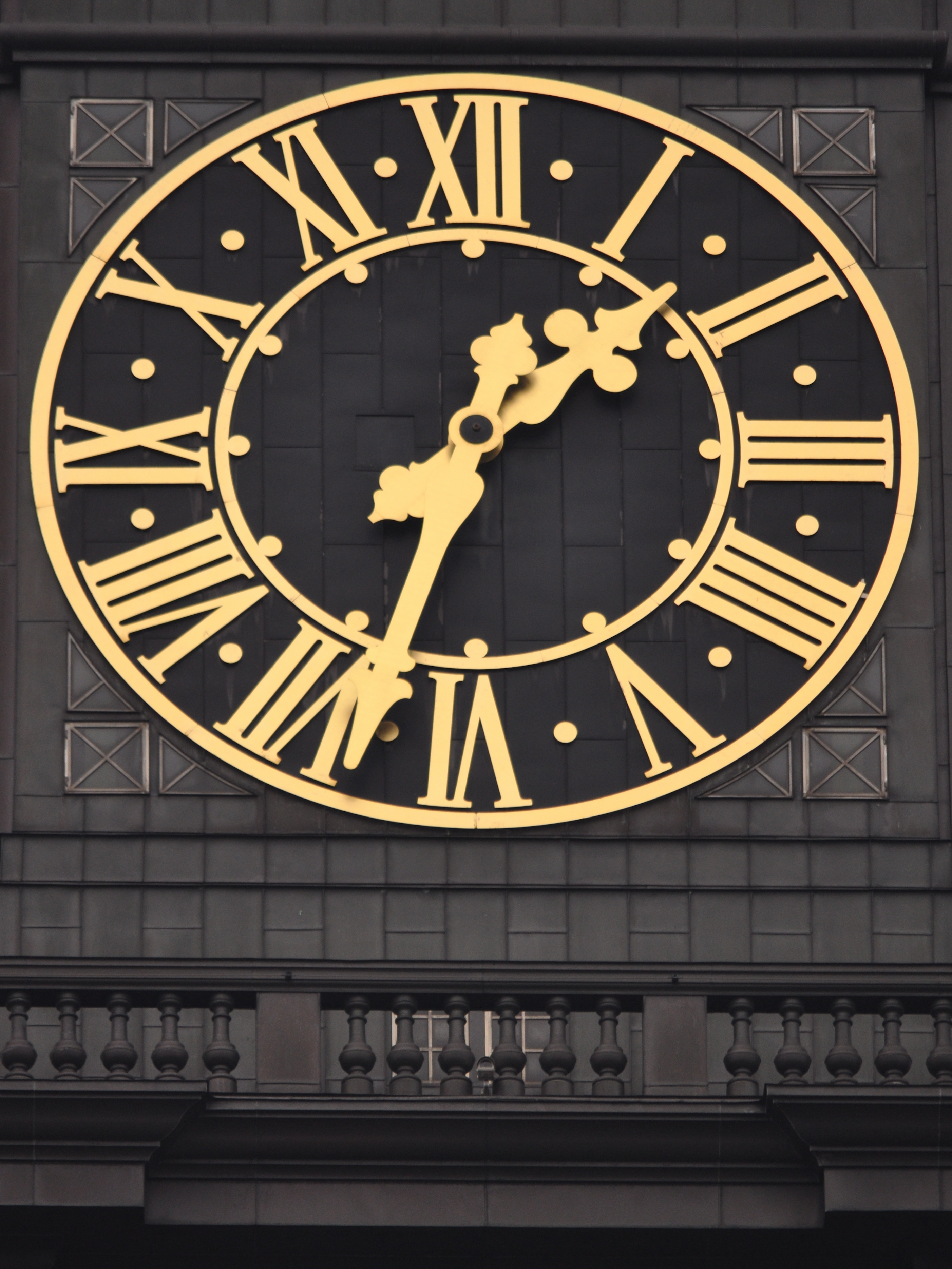
Uhr

Die Uhr im Kirchturm ist mit ihren acht Metern Durchmesser die größte ihrer Art in Deutschland. Sie wurde von der Straßburger Firma Ungerer hergestellt, deren Inhaber der Großvater des bekannten Grafikers Tomi Ungerer war. Sie wurde 1911 in Betrieb genommen, 1964 auf Elektrobetrieb umgestellt und wird seit 1994 per Funk gesteuert. Jedes der vier Zifferblätter unterhalb der Besucherplattform, die in die vier Himmelsrichtungen weisen, misst acht Meter im Durchmesser. Ein großer Zeiger hat eine Länge von 4,91 Metern und ein kleiner von 3,65 Metern. Jeder dieser Zeiger wiegt 130 Kilogramm und ist – genauso wie die umgebenden Ziffern – mit Blattgold belegt. Für die Turmuhr gibt es vier Schlagglocken. Der kleine Zeiger der Turmuhr der Vorgängerkirche ist am Eingang von der Seewartenstraße zum Hotel Hafen Hamburg angebracht.

### Glocken

#### Geschichte
Infolge des Brandes im Jahre 1906 stürzten die Glocken ab und zerbarsten. Ihre Bruckstücke wurden geborgen und, weil das Metall bei der Bevölkerung begehrt war, von der Polizei bis zum Abtransport bewacht. Der Michel wurde in seiner äußeren Form originalgetreu wieder aufgebaut und 1912 wieder eingeweiht. 1910 wurden zehn neue Glocken für den Michel gegossen, darunter vier Uhrschlagglocken. Bereits 1917 wurden neun dieser neuen Glocken im Turm zerschnitten und zum Einschmelzen für Rüstungszwecke beschlagnahmt. Dies geschah unter anderem mit den Läuteglocken Nr. 1 (Michelglocke), Nr. 2 (Bürgerglocke), Nr. 3 (Schifffahrtsglocke), Nr. 5 (Pastorenglocke) sowie mit allen vier Uhrschlagglocken. Auch das Kupferdach und die Zinnpfeifen der Orgelprospekte fielen der Rüstungsindustrie zum Opfer.
Nach dem Ersten Weltkrieg wurde eine der St.-Michaelis-Glocken auf einem Glockenfriedhof in der Eifel nicht eingeschmolzen entdeckt und zurückgekauft. Neu gegossen wurden im Jahr 1924 zwei Uhrschlagglocken und die Läuteglocken 2, 3 und 5. Nicht ersetzt wurden damals zwei Uhrschlagglocken und die größte der 1917 verlorengegangenen Glocken, die Michelglocke (Läuteglocke 1). Im Zweiten Weltkrieg wurden alle Glocken beschlagnahmt und kamen auf den Glockenfriedhof im Hamburger Freihafen.
Im Jahr 1947 bekam der Michel als erste der Hamburger Innenstadtkirchen wieder vier seiner Glocken, die den Krieg auf dem Glockenfriedhof überstanden, zurück. Eine Läuteglocke fehlte. Die zwei seit 1917 fehlenden Uhrschlagsglocken wurden nicht ersetzt.

#### Läuteglocken
Als Ersatz für die große Michel-Glocke, die 1917 eingeschmolzen worden war, wurde am 31. März 2000 die Jahrtausendglocke in der Glockengießerei A. Bachert in Heilbronn gegossen. Allerdings entwickelte sich aufgrund schlechter Gussqualität am unteren Rand ein den Klang hörbar beeinträchtigender Sprung, die Glocke wurde 2006 stillgelegt und im Mai 2008 bei Bachert in Karlsruhe auf Garantiebasis neu gegossen. Mit über 9 Tonnen Gewicht ist die Jahrtausendglocke die größte Glocke Hamburgs und eine der größten Glocken Norddeutschlands.
Die anderen Glocken wurden 1909 bzw. 1924 von der Glockengießerei Schilling in Apolda gegossen. Obwohl sie im Zweiten Weltkrieg (wie Tausende andere Glocken auch) auf Befehl der NS-Führung ausgebaut und auf den Glockenfriedhof Hamburg-Veddel gebracht worden waren, überstanden sie dort den Krieg und kehrten unter großer öffentlicher Anteilnahme 1947 an ihren angestammten Platz zurück.

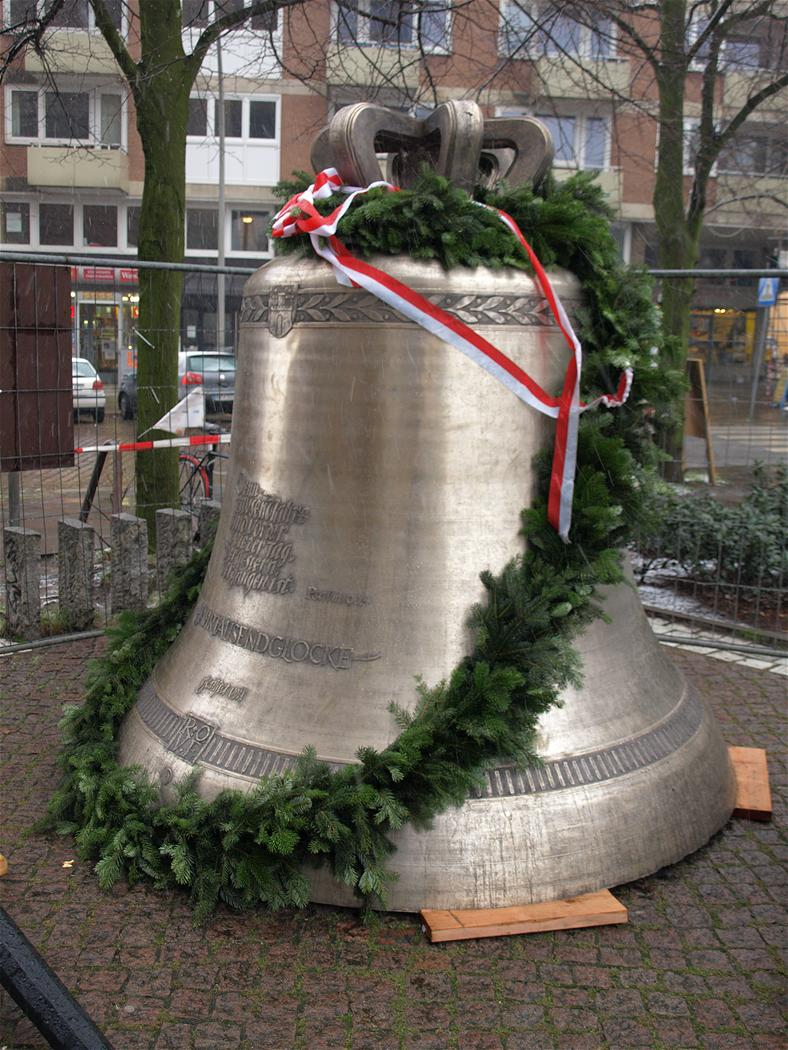
Neue Jahrtausendglocke (Ende November 2008)
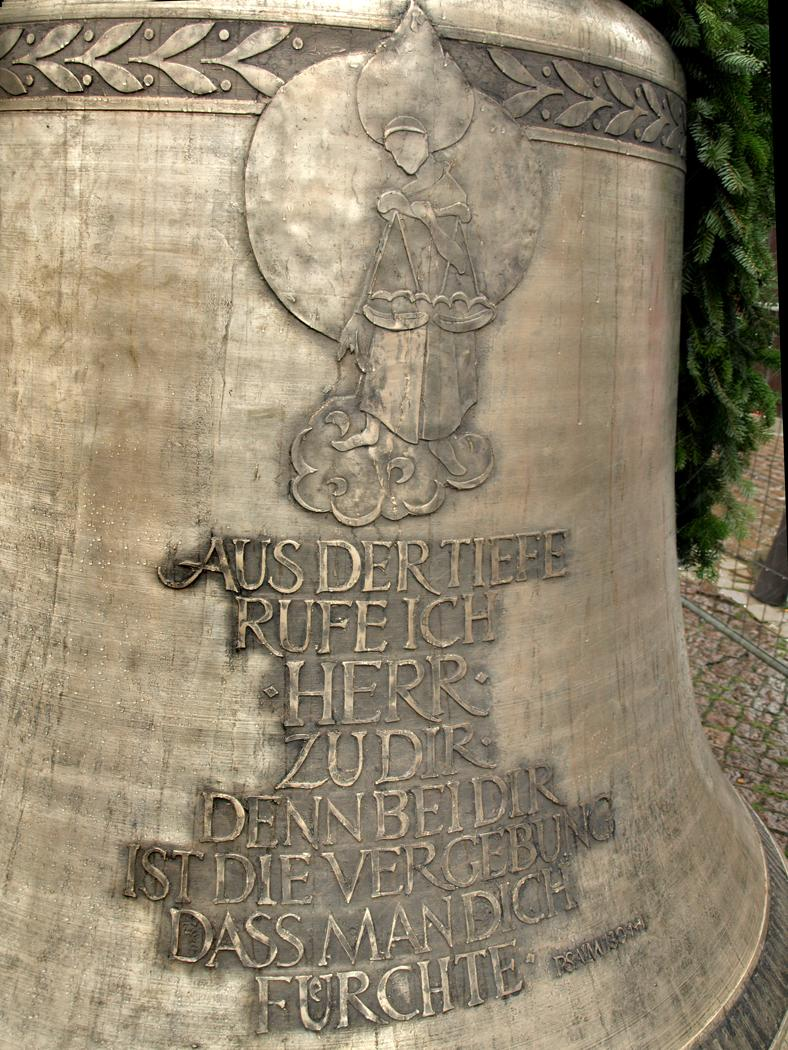
Inschrift (vorne)
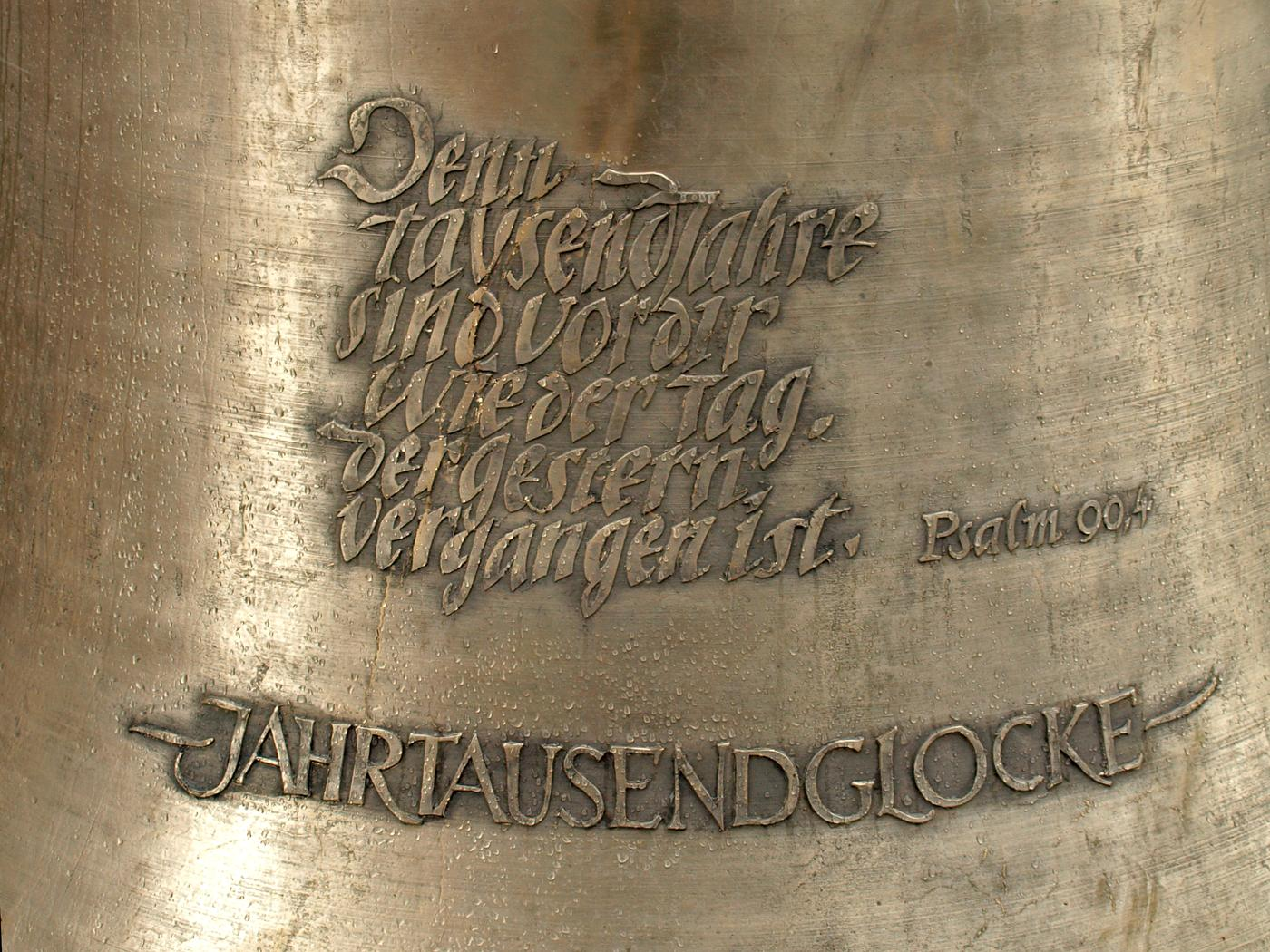
Inschrift (hinten), beide gestaltet von Paul-Gerhard Scharf

| Glocke | Name                   | Gussjahr | Gießer, Gussort               | Durch-messer | Masse   | Schlagton (HT-1⁄16) | Inschrift |
| ------ | ---------------------- | -------- | ----------------------------- | ------------ | ------- | ------------------- | --- |
| 1      | Jahrtausendglocke      | 2008     | Albert Bachert, Heilbronn     | 2340 mm      | 9040 kg | f°+3                | Vorderseite: AUS DER TIEFE RUFE ICH HERR • ZU DIR • DENN BEI DIR IST DIE VERGEBUNG DASS MAN DICH FUERCHTE Rückseite: Denn tausend Jahre sind vor dir wie der Tag, der gestern vergangen ist. |
| 2      | Bürgerglocke           | 1924     | Franz Schilling Söhne, Apolda | 1960 mm      | 4911 kg | a°+2                | Jesus Christus gestern und heute und derselbe auch in Ewigkeit. |
| 3      | Schifffahrtsglocke     | 1924     | Franz Schilling Söhne, Apolda | 1660 mm      | 2856 kg | c′+4                | Fahret auf in die Höhe. |
| 4      | Gemeindeältestenglocke | 1909     | Franz Schilling Söhne, Apolda | 1450 mm      | 2012 kg | d′+3                | Lobet, ihr Völker, unsern Gott; laßt seinen Ruhm weit erschallen. |
| 5      | Pastorenglocke         | 1924     | Franz Schilling Söhne, Apolda | 1280 mm      | 1355 kg | e′+2                | Selig sind die Knechte, die der Herr, so er kommt, wachend findet. |
| 6      | Kirchenvorsteherglocke | 1909     | Franz Schilling Söhne, Apolda | 1220 mm      | 1102 kg | f′±0                | Das ist ein köstlich Ding, dem Herrn danken und lobsingen deinen Namen, du Höchster. |

#### Uhrschlagglocken
Bis zum Jahre 1917 hingen im Turm des Michel vier Uhrschlag-Glocken. Nach dem Ersten Weltkrieg wurden im Jahre 1924 lediglich zwei neue Uhrschlagglocken für den Michel neu gegossen. Die beiden weiteren Uhrschlagglocken wurden nicht ersetzt. Während des Zweiten Weltkrieges blieben die beiden Uhrschlagglocken vermutlich im Turm. Sie hängen in der Laterne, oberhalb der Aussichtsplattform, und haben die Schlagtöne c1 und e1.
Erst im Juni 2015 konnten die zwei noch fehlenden Uhrschlagglocken der Glocken- und Kunstgießerei Rincker in Sinn (Hessen) bei Frankfurt gegossen werden. Von September 2015 bis Mai 2016 lagerten beide Glocken im Kirchenschiff, da widrige Windverhältnisse den Transport auf die Turmspitze verhinderten. Am 19. Mai 2016 wurden beide Glocken, die mit Spenden finanziert wurden, in die Turmspitze befördert. Die Turmkuppel wurde durch zusätzliche Stahlträger stabilisiert.
| Nr. | Name             | Gussjahr | Gießer, Gussort                                   | Ø (mm) | Masse (kg) | Schlagton (HT-1⁄16) | Inschrift                                 |
| 1   | Stundenglocke    | 1974     | Friedrich Wilhelm Schilling, Heidelberg           | 1.530  | 2.536      | c1                  |                                           |
| 2   | Vaterunserglocke | 2015     | Glocken- und Kunstgießerei Rincker, Sinn (Hessen) | 1.390  | 1.741      | d1                  | Vater vergib! (in verschiedenen Sprachen) |
| 3   | Ewigkeitsglocke  | 1974     | Friedrich Wilhelm Schilling, Heidelberg           | 1.210  | 1.294      | e1                  |                                           |
| 4   | Friedensglocke   | 2015     | Glocken- und Kunstgießerei Rincker, Sinn (Hessen) | 1.080  | 0.869      | g1                  | Er ändert Zeit und Stunde.                |

Das vierteilige Uhrschlagwerk schlägt seit dem 19. Juni 2016. Um Viertel nach schlägt die Friedensglocke einmal. Um Halb gibt es zuerst einen Schlag auf die Friedensglocke und danach einen auf die Vaterunserglocke. Um Viertel vor schlägt zuerst die Friedensglocke, danach die Vaterunserglocke und dann die Ewigkeitsglocke. Zur vollen Stunde schlägt die gleiche Melodie wie um Viertel vor, jedoch kommt noch ein Schlag der Friedensglocke dazu. Darauf folgt der Stundenschlag auf der Stundenglocke.

### Orgeln

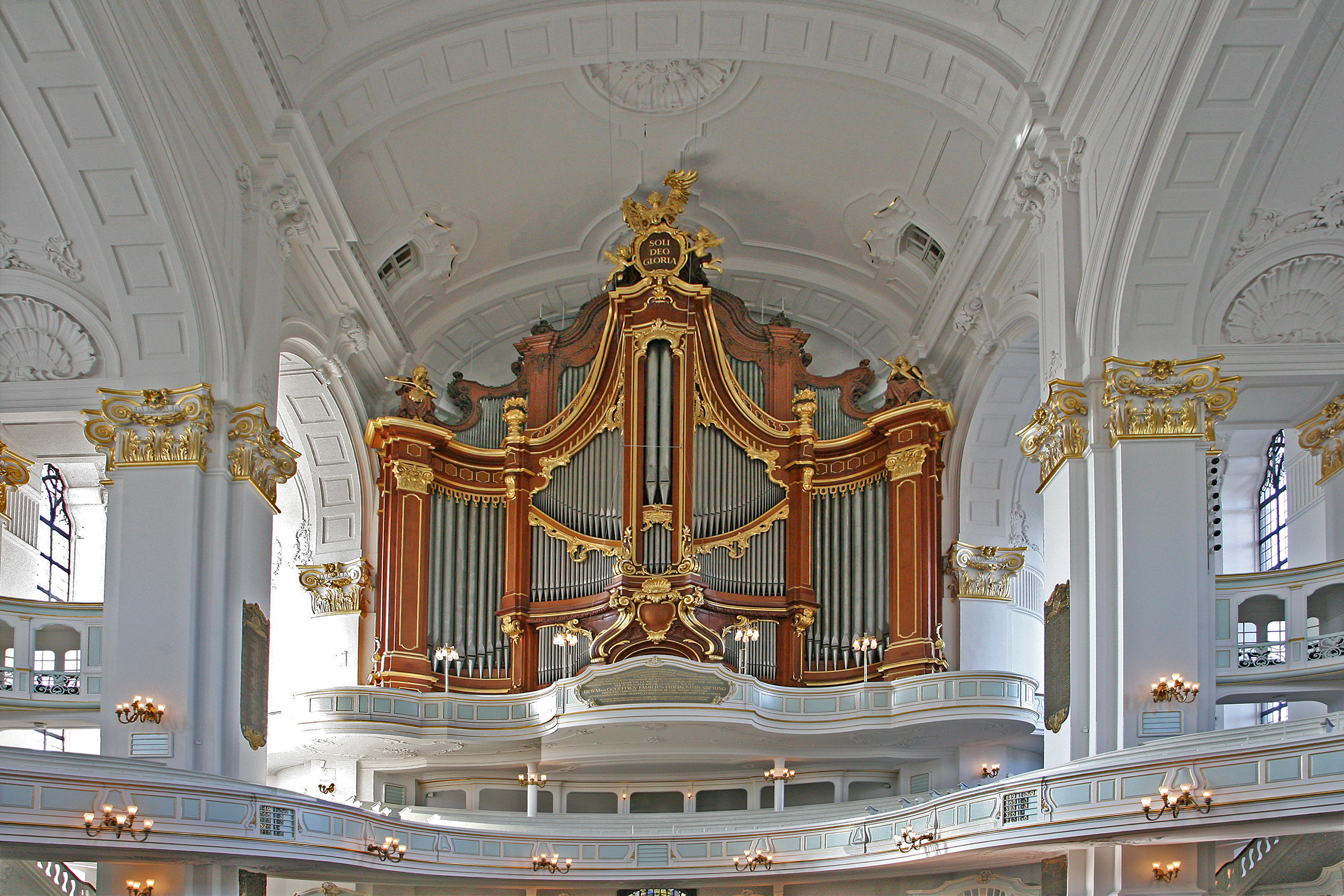
Große Orgel

Die 1912 durch die Firma E. F. Walcker & Cie. erbaute große Orgel mit 163 Registern wurde 1945 beschädigt und 1960–1962 ersetzt.
Der Michel besitzt fünf Orgeln: eine Marcussen-Orgel auf der Konzertempore (Nordempore), die große Steinmeyer-Orgel mit 85 Registern, 5 Manualen und 6674 Pfeifen auf der Westempore, in der Krypta die romantische Felix-Mendelssohn-Bartholdy-Orgel sowie ein Fernwerk im Dachboden, mit Generalspieltisch auf der Konzertempore. Am 1. Advent 2010 wurde auf der Südempore die Carl-Phillip-Emanuel-Bach-Orgel eingeweiht.

## Bräuche

### Türmer
Nach einem 300 Jahre alten Brauch bläst der Türmer vom Michel werktags am Morgen um 10 Uhr, am Abend um 21 Uhr einen Choral auf seiner Trompete auf der Plattform 7 in 106 Meter Höhe aus den vier geöffneten kleinen Fenstern in alle vier Himmelsrichtungen. Sonn- und feiertags findet dies nur um 12 Uhr statt. Es war bis 1861 das Signal zur Öffnung bzw. Schließung der Stadttore. An vielen Abenden ist der Turm des Michels unter dem Slogan Nachtmichel bis etwa 23 Uhr geöffnet, die Besucher können dann auf die beleuchtete Stadt und den Hafen schauen.

### Werktägliche Mittagsandacht
Werktags um 12:00 Uhr wird eine mittägliche kurze Andacht für die Besucher gehalten. Die Orgel erklingt, und der Pfarrer findet besinnliche Worte für den Alltag.

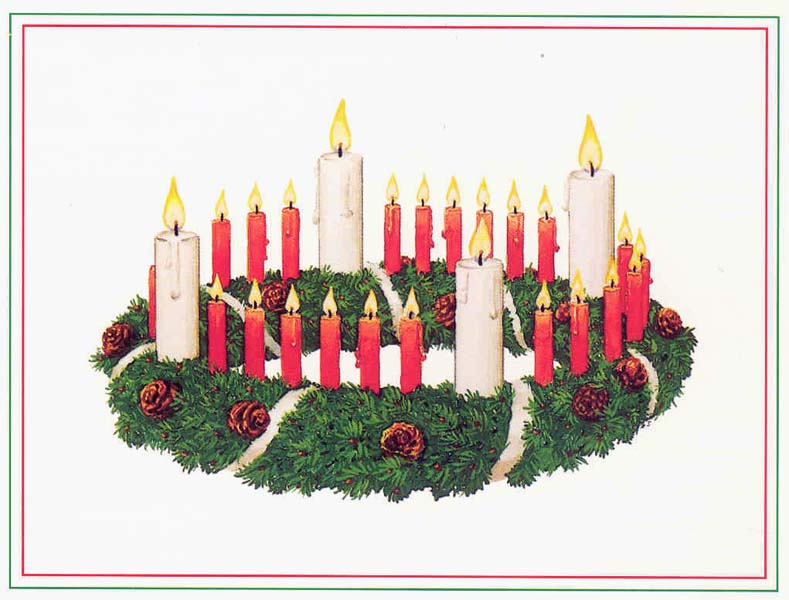
Wichernkranz nach J. H. Wichern

### Advents- und Weihnachtszeit

#### Wichernkranz und Herrnhuter Stern
In der Advents- und über die Weihnachtszeit und bis zum ersten Januar wird in der Mitte des Kirchenraums ein riesiger Wichernkranz mit (bis zu 28) Kerzen nach Johann Hinrich Wichern für jeden Tag vom ersten Adventssonntag bis zum Heiligen Abend aufgehängt. Die vier großen Kerzen symbolisieren die Adventssonntage. Die sechs kleinen Kerzen symbolisieren jeweils sechs Wochentage zwischen den Adventssonntagen. Der Herrnhuter Stern ist oberhalb aufgehängt.

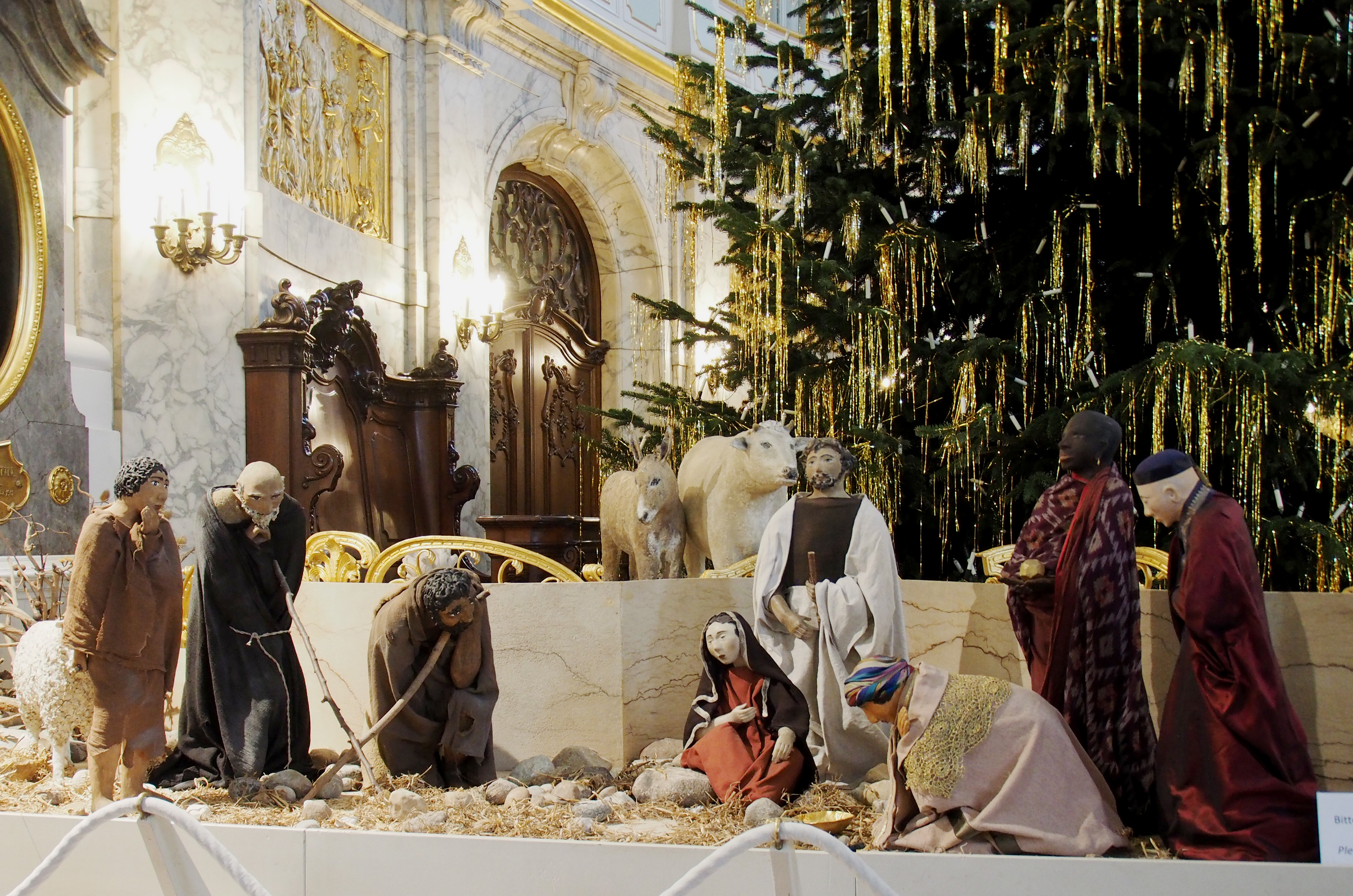
Weihnachtskrippe

#### Weihnachtskrippe und Weihnachtsbaum
Die Weihnachtskrippe im Michel wurde von der Puppenmacherin Barbara Runschke in den Jahren 1975 bis 1979 angefertigt und befindet sich links vor dem Altar. Sie besteht aus drei Gruppen zu je drei Menschen, die sich an diesem Ort begegnen. Die einfachen Hirten mit Schaf. In der Mitte Maria, Josef und Jesus. Dann die drei Könige, die hier als vornehme Vertreter unterschiedlicher Kulturen dargestellt sind. Im Hintergrund Ochs und Esel. Die Weihnachtskrippe bleibt bis zum 2. Februar (Tag der Darstellung des Herrn/Lichtmess) in der Kirche. Hinter der Weihnachtskrippe wird der Weihnachtsbaum aufgestellt.

#### Musikalische Krippenandachten
An acht Abenden nach Heiligabend, um 18:00 Uhr vom 1. Weihnachtstag bis zum 1. Januar, wird die weihnachtliche Zeit verlängert durch Krippenandachten. Chöre und Orchester der Hamburger Hauptkirchen lassen klassische Weihnachtsmusik und Weihnachtslieder erklingen. An jedem der acht Abende kommen etwa 2.000 Besucher, singen Weihnachtslieder und sprechen das Glaubensbekenntnis.

## Umfeld
Die Kirche ist durch mehrere Gebäude für Gemeindeaufgaben von den umliegenden Straßen abgegrenzt. Auf dem Vorplatz des Michels sind zwei mit grauem Schutzanstrich versehene Stunden-Glocken der Hauptkirche St. Michaelis von 1924 aufgestellt, die in der oberen Hälfte einen umlaufenden Sinnspruch tragen. Aufhängung und Klöppel der Glocken wurden im Zweiten Weltkrieg beschädigt, und sie sind nicht mehr brauchbar. Im Jahr 1974 wurden zwei neue Uhrschlag-Glocken im Glockenturm installiert.
Ferner sind im Boden des nördlichen Vorplatzes 199 Messingtäfelchen (Stand Mai 2019) mit Texten der Verbundenheit zum Michel und Hamburg in einem 20 Zentimeter tiefen Betonbett eingelassen (u. a. Dankes-Tafeln an Helmut Schmidt, Jan Fedder und Eberhard Möbius finden sich dort). Die Spenden daraus fließen an die Michel-Stiftung für Renovierungsarbeiten. Anlässe für die Spenden sind Hochzeit, Geburt, Jubiläen, Dankbarkeit und Verbundenheit von Hamburgern in der Diaspora. Auf den Tafeln sind auch Windjammer, Seemannsknoten und Elchgeweihe abgebildet.
Zum Reformationsjubiläum 2017 wurde ein Apfelbaum am Rande des nördlichen Vorplatzes des Hamburger Michels/Übergang zur Ludwig-Erhard-Straße gepflanzt zur Erinnerung an das Luther zugeschriebene Zitat vom Pflanzen eines Apfelbaums.
Zu Weihnachten 2020, im Jahr der Corona-Pandemie, wurde ein Weihnachtsbaum auf dem nördlichen Vorplatz als Symbol für die Öffentlichkeit aufgestellt.
Am 1. November 2022 wurde im ehemaligen Pastorat an der Englischen Panke das neue Besucherzentrum St. Michaelis eröffnet. Es dient als Kartenverkauf für den Turm und die Krypta, als Treffpunkt für Kirchenführungen und als Souvenirladen.

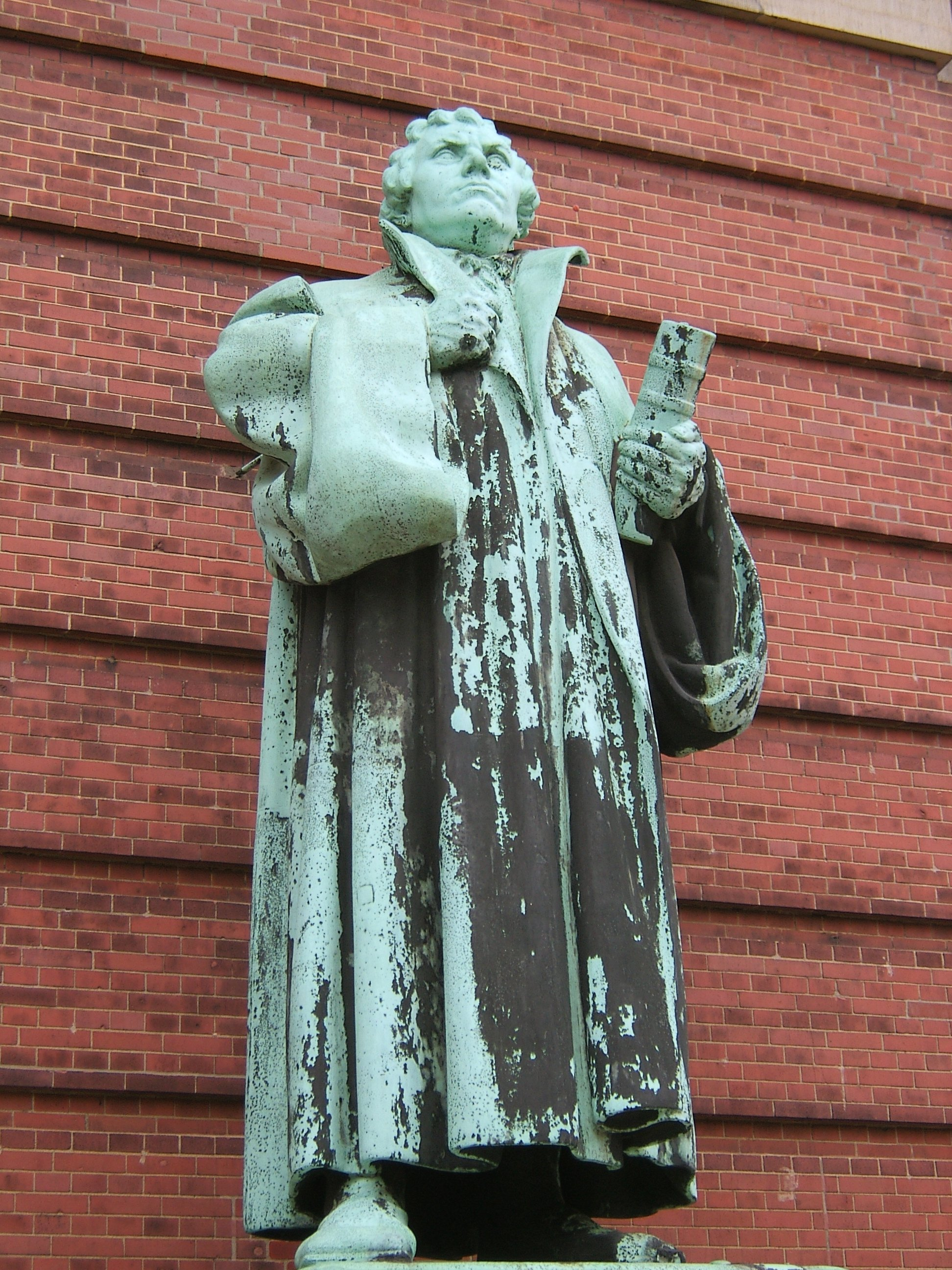
Martin-Luther-Denkmal vor dem Turm, von Otto Lessing (1912)
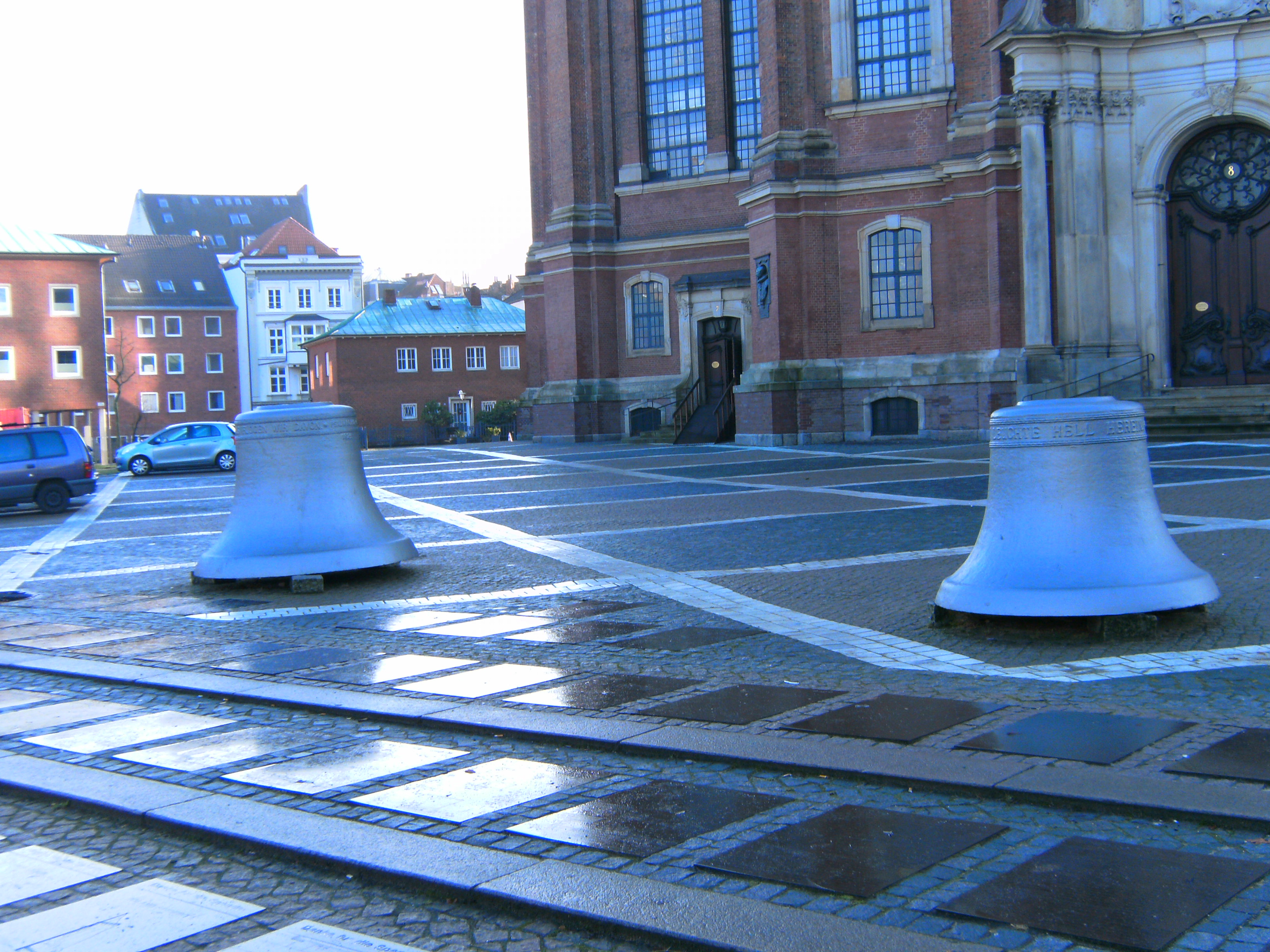
Im Zweiten Weltkrieg beschädigte Stundenglocken der Hauptkirche St. Michaelis, die 1974 durch zwei neue Stundenglocken ersetzt wurden
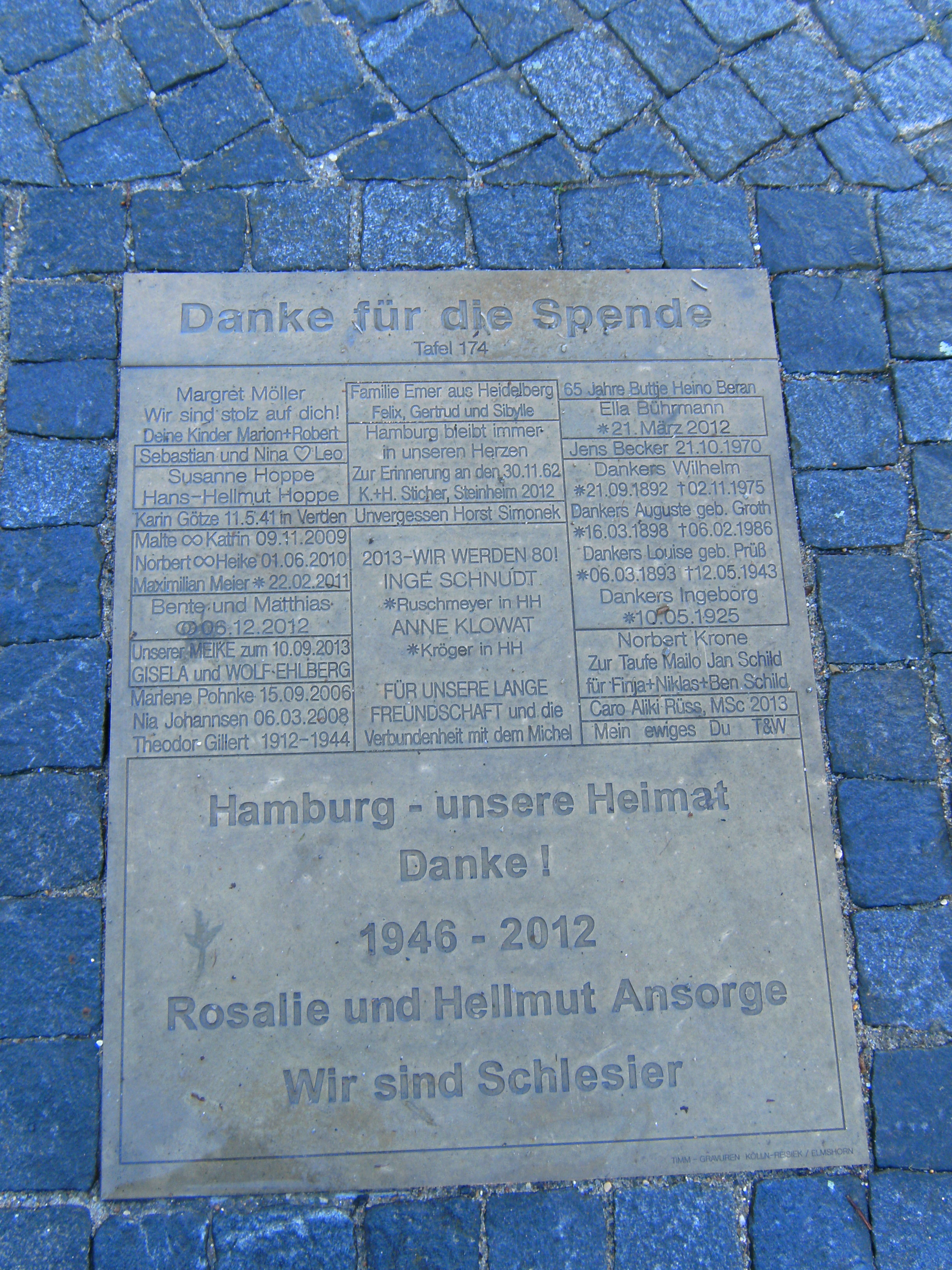
Eine der Tafeln der Spender für die Renovierung des Michels
2€-Münze der Bundesländer-Serie (2008)
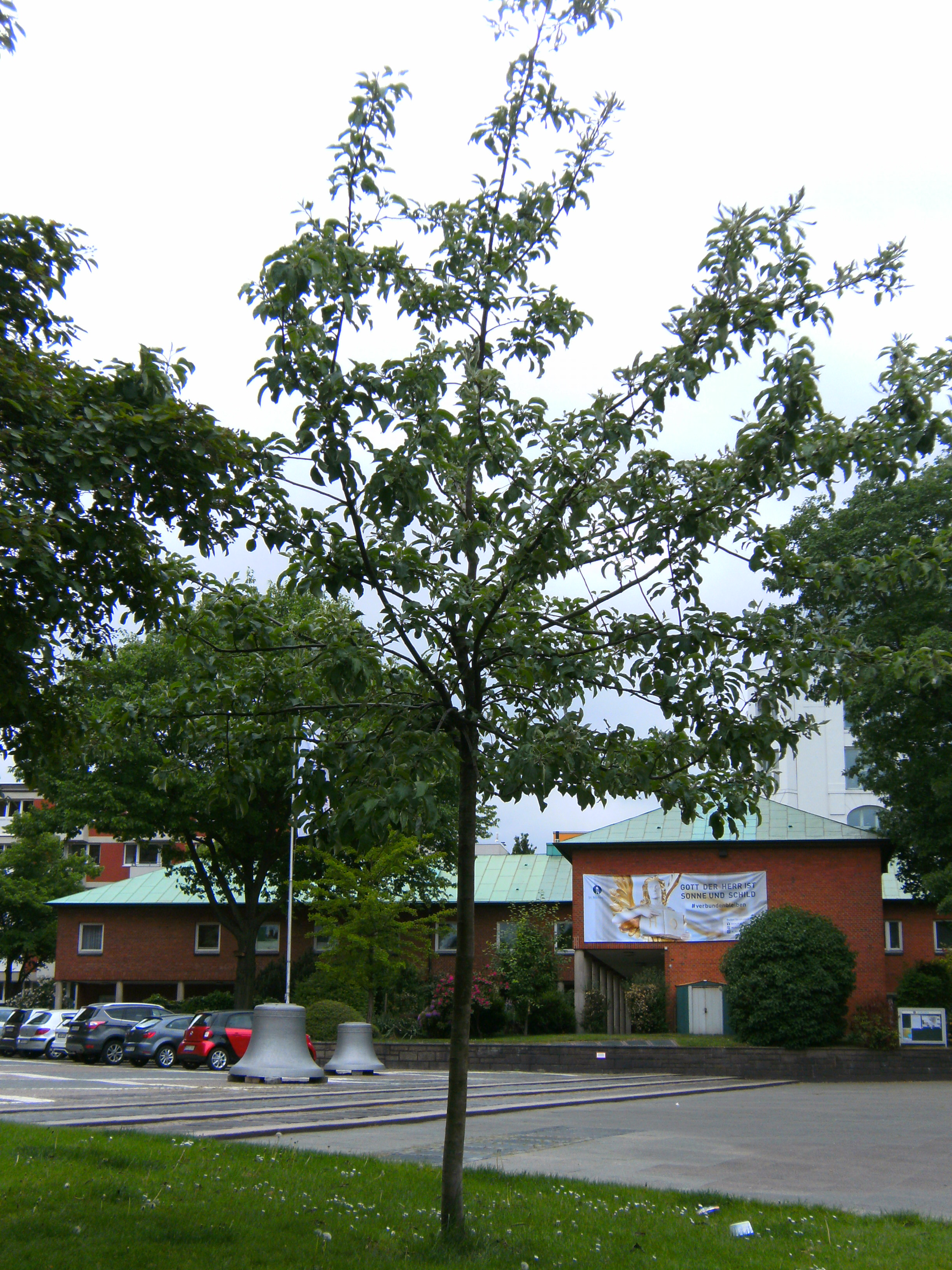
Apfelbaum, der zum Lutherjahr 2017 am Übergang vom nördlichen Vorplatz zur Ludwig-Erhard-Straße gepflanzt wurde
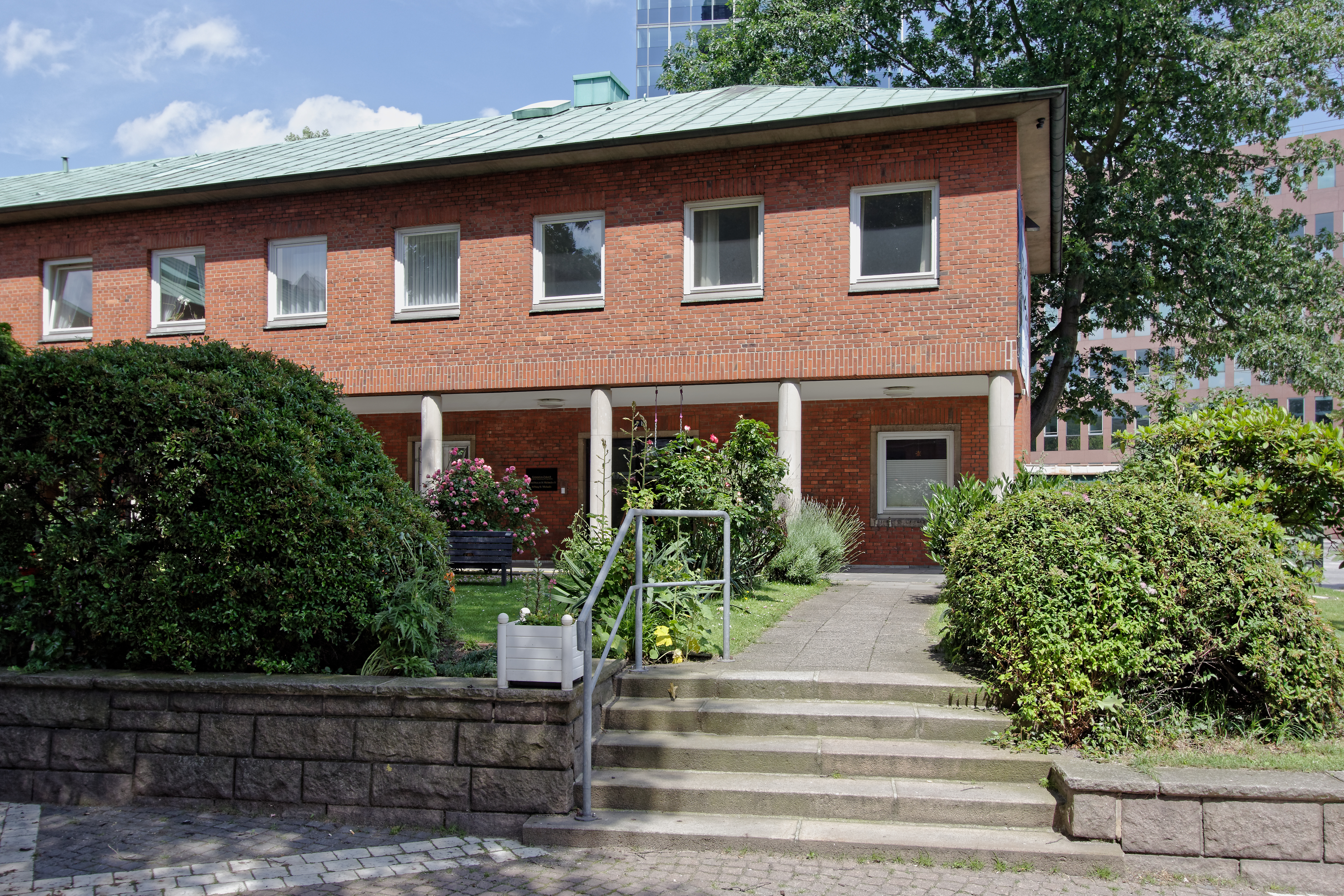
Gemeindehäuser Hauptkirche St. Michaelis, Englische Planke 1 b
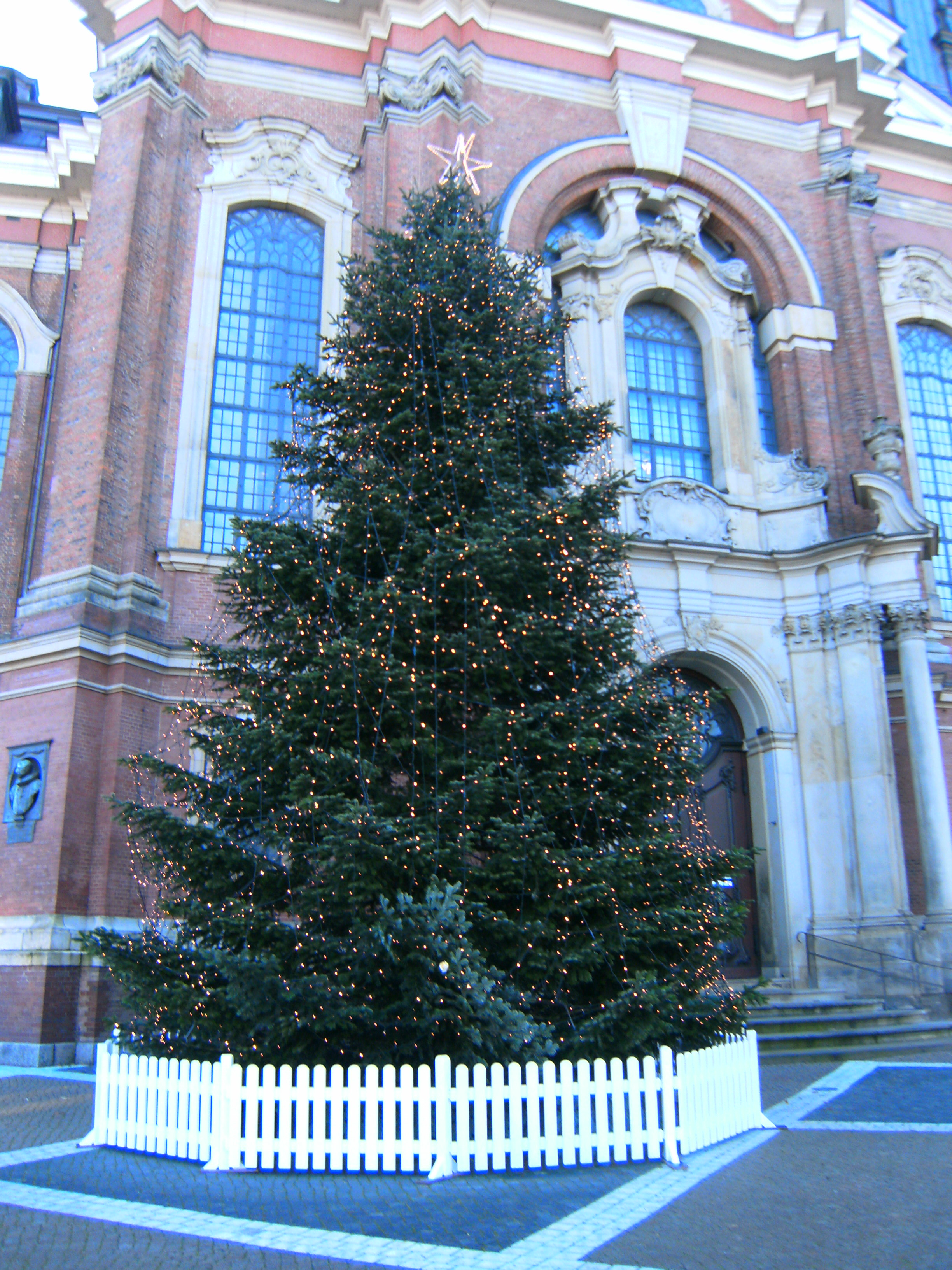
Weihnachtsbaum 2020 am nördlichen Vorplatz zur Ludwig-Erhard-Straße

## Der Kleine Michel

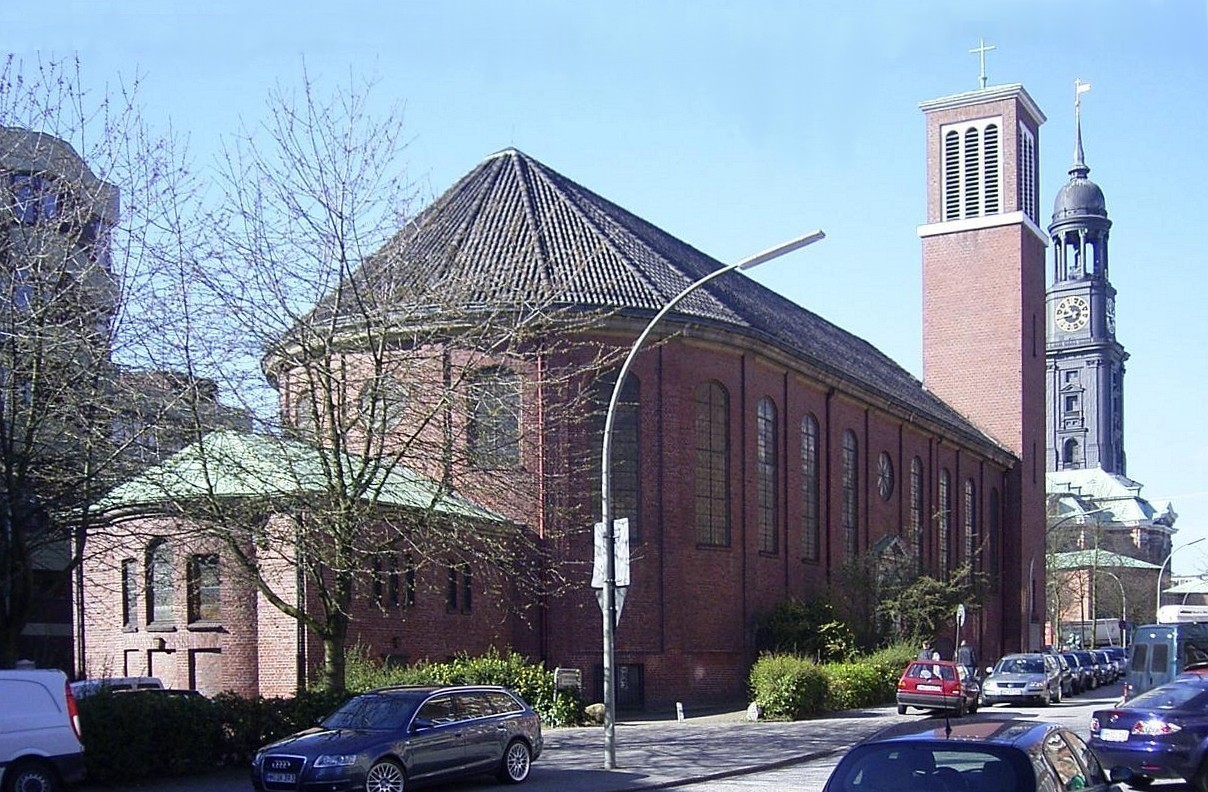
Der Kleine Michel von Osten mit dem Turm des Großen Michel

Kleiner Michel ist die umgangssprachliche Bezeichnung für die Pfarrkirche St. Ansgar und St. Bernhard, die etwa 200 Meter östlich steht; ihre Baugeschichte ist eng mit der Hauptkirche St. Michaelis verknüpft. Der um das Jahr 1600 an dieser Stelle erbaute erste Sakralbau gilt als Vorläuferkirche des Großen Michels. Er wurde nach dem Brand der Hauptkirche ab 1757 als Notkirche genutzt und im Jahr 1811 in der Hamburger Franzosenzeit zum katholischen Gotteshaus geweiht.